# Arquitectura neoclásica en Francia

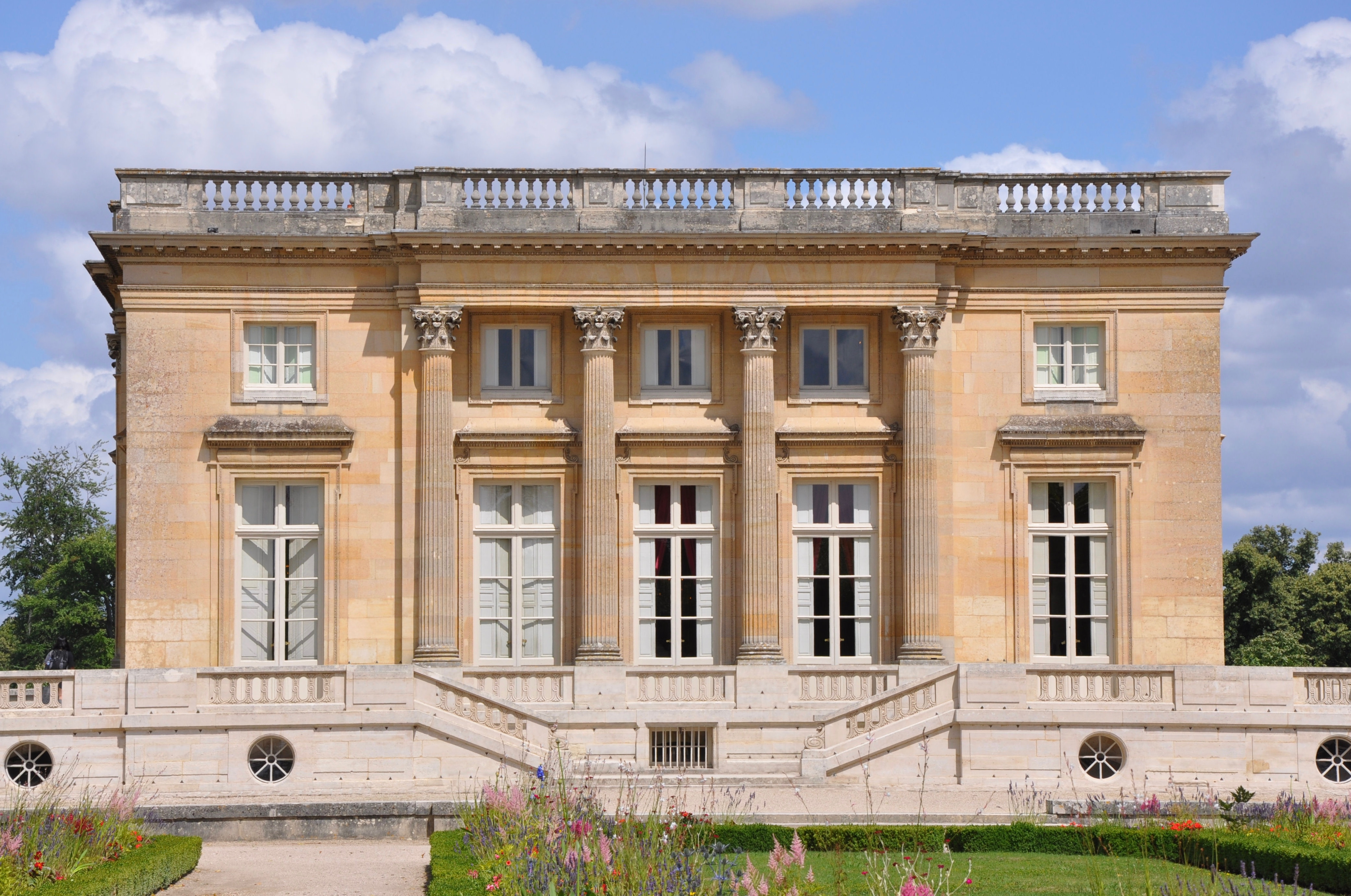
Fachada oeste del Petit Trianon, Versalles, de Ange-Jacques Gabriel, considerada uno de los primeros ejemplos de neoclasicismo francés.

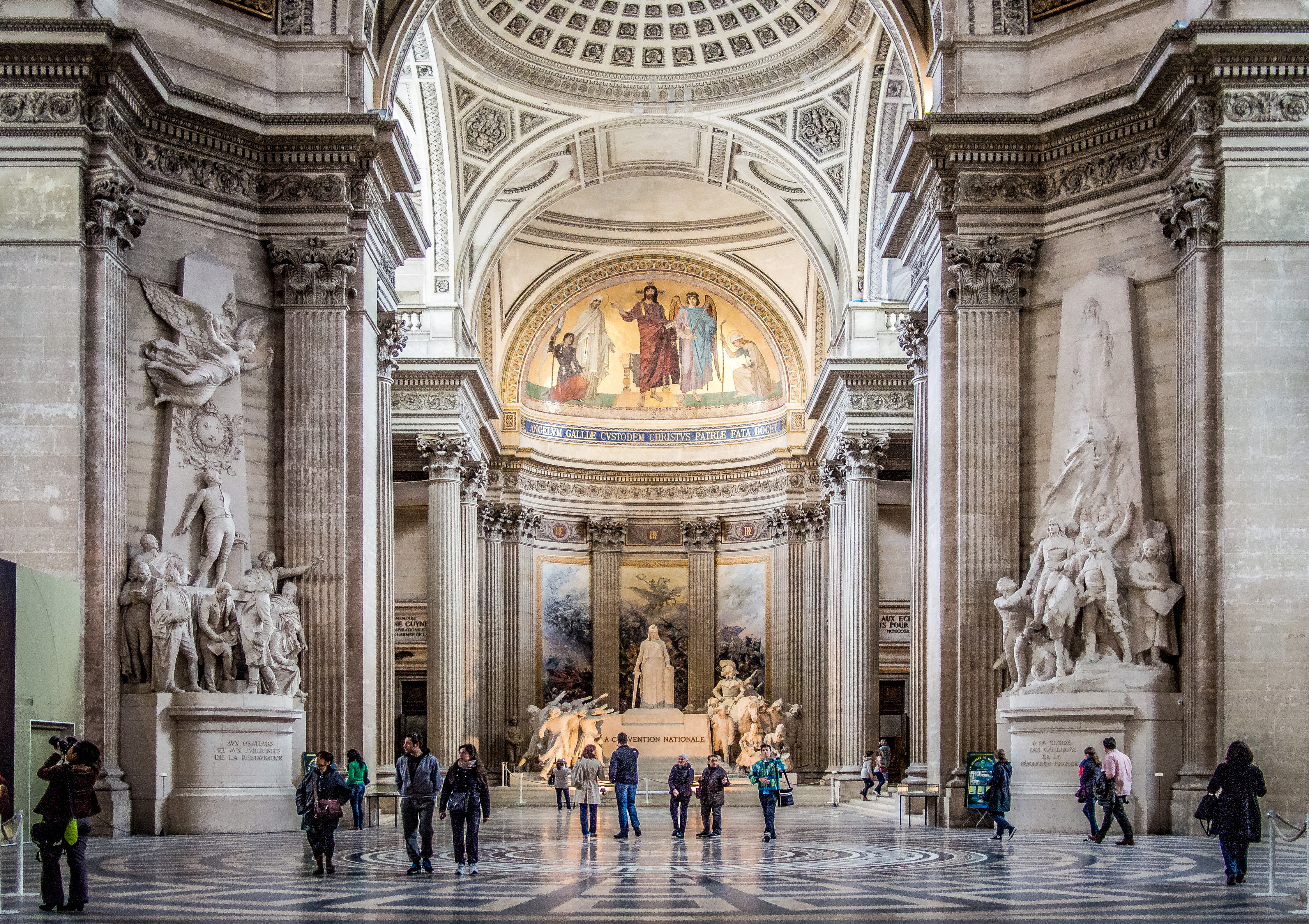
Jacques-Germain Soufflot, interior del Panteón de París (1764-1790)

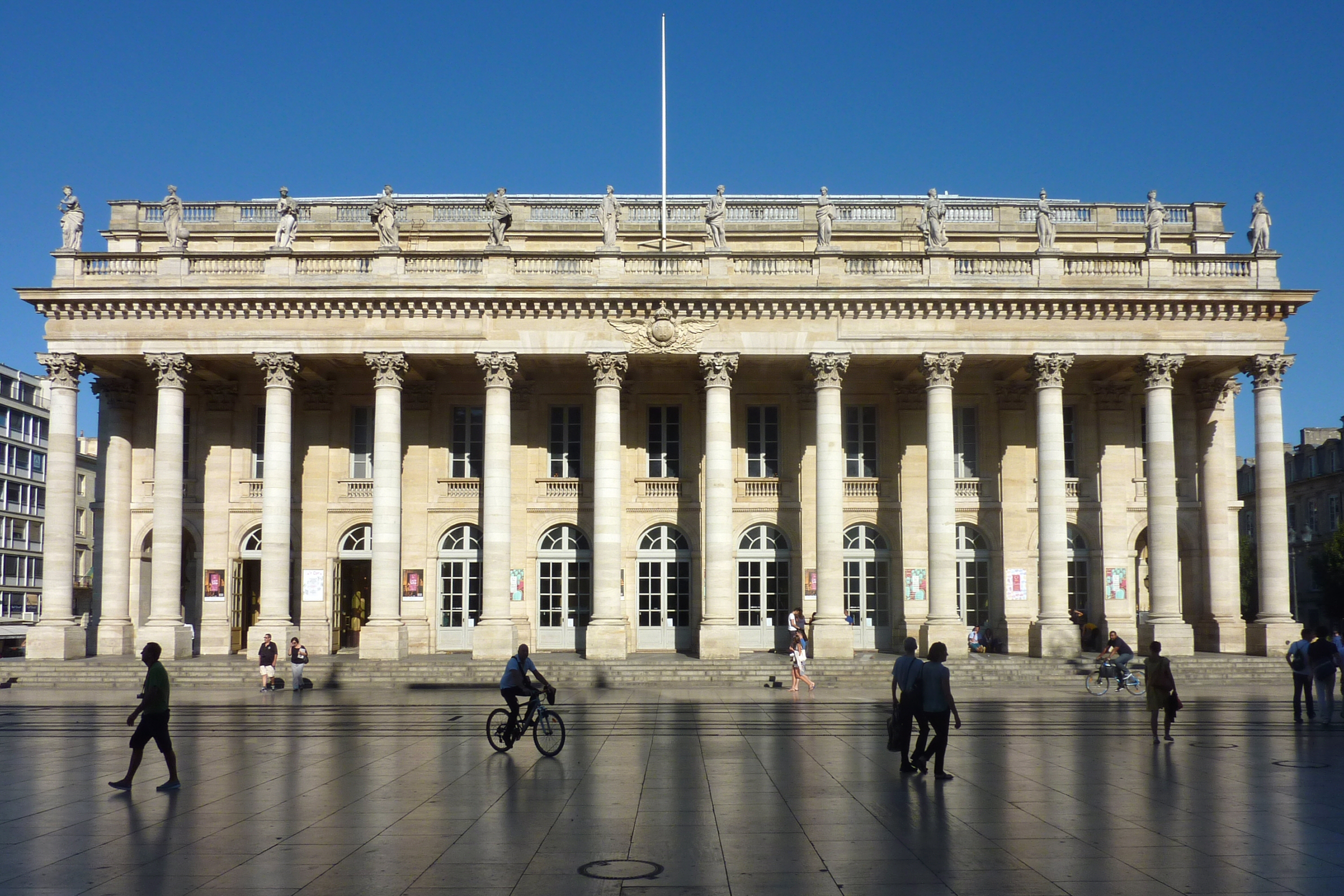
Gran Teatro de Burdeos (1773-1780), de Victor Louis

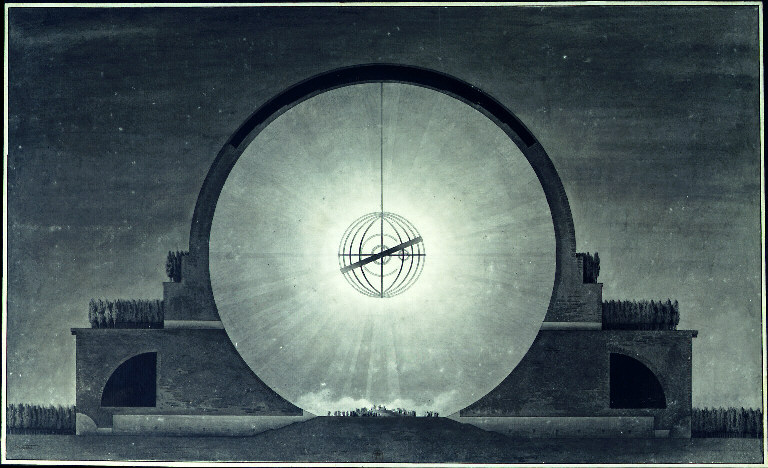
Sección del proyecto de Cenotafio para Newton (1784), de Etienne-Louis Boullée, uno de los proyectos visionarios que marcará a futuras generaciones de arquitectos

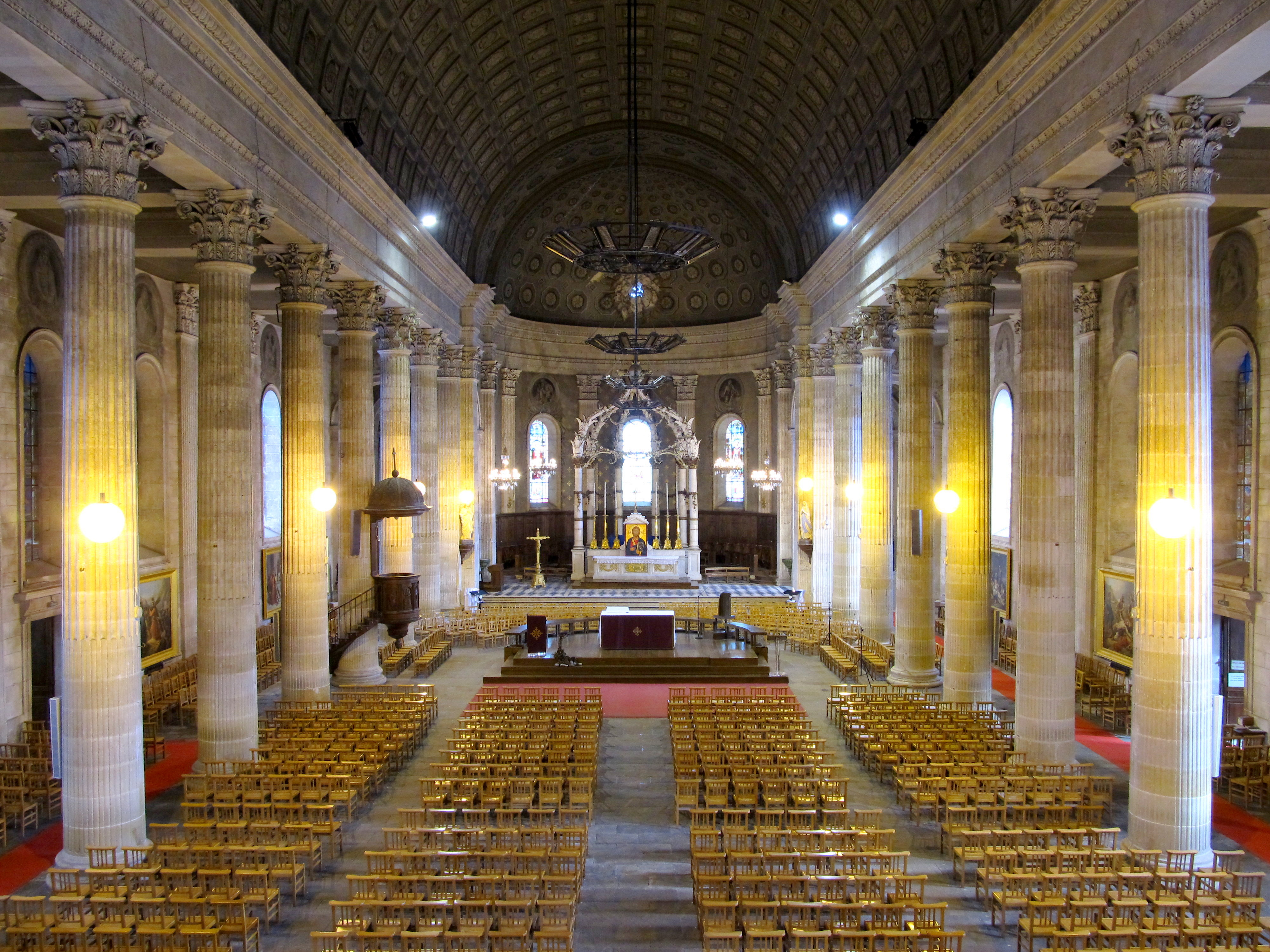
Iglesia Saint-Louis de La Roche-sur-Yon (1812-1830)

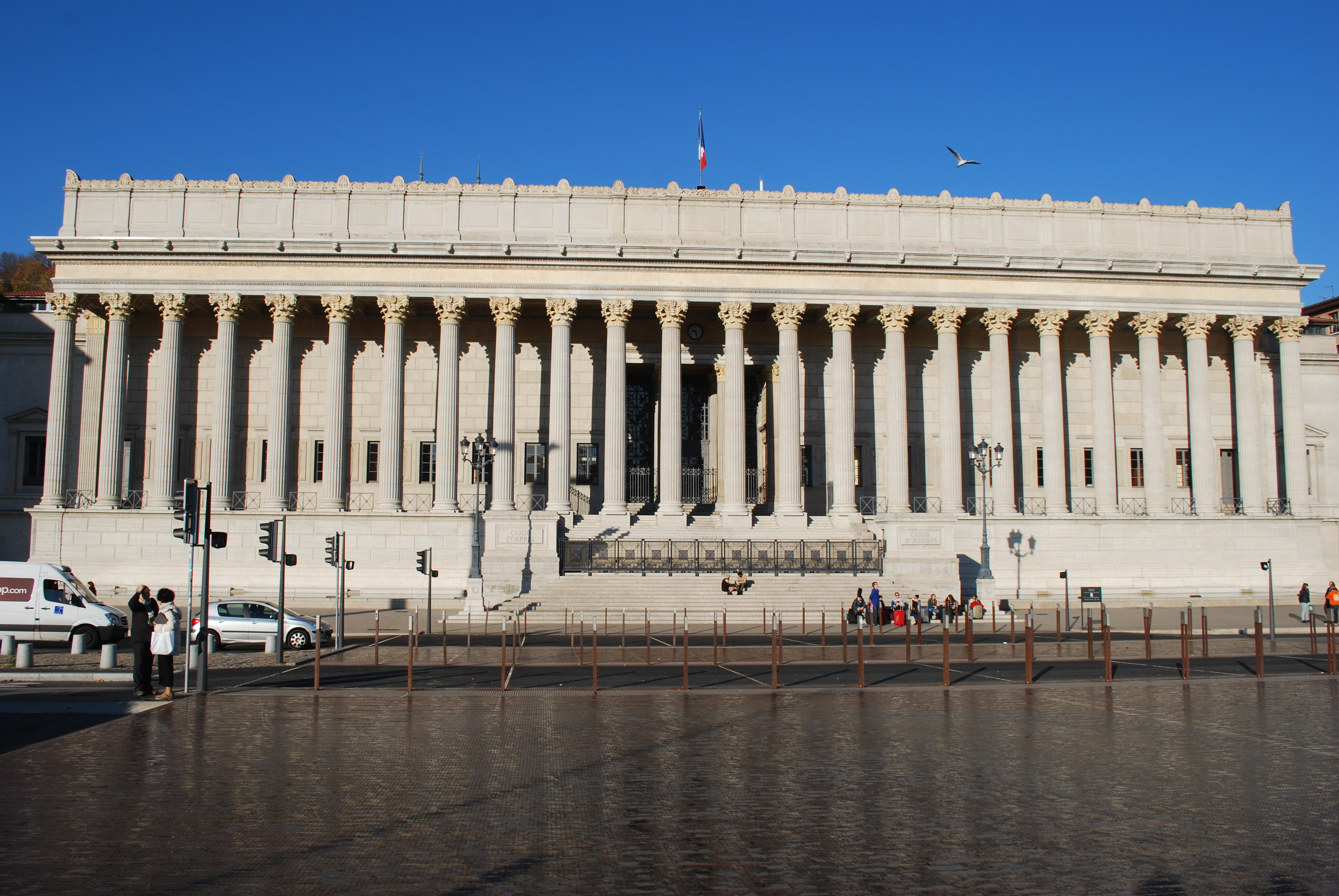
Palacio de Justicia de Lyon (1835-1847), de Louis-Pierre Baltard

El neoclasicismo francés fue un movimiento que afectó a la arquitectura, el diseño y las artes y que fue dominante en Francia entre 1760 y 1830. Surgió como una reacción a la frivolidad y al excesivo ornamento de los estilos barroco y rococó. En arquitectura, presentaba sobriedad, líneas rectas y formas basadas en modelos griegos y romanos antiguos, como el frontón y la columnata. Comenzó tarde, en los últimos veinte años del reinado de Luis XV (r. 1715-1774). Se convirtió en dominante durante el reinado de Luis XVI (r. 1774-1792) —estilo Luis XVI— y continuó a través de la Revolución francesa, el Directorio, el reinado de Napoleón Bonaparte, y la Restauración borbónica hasta 1830, cuando fue reemplazado gradualmente como el estilo dominante por el romanticismo y el eclecticismo. Se vio favorecido por la concurrencia de varios factores:
- el desarrollo de las excavaciones arqueológicas en Italia con el descubrimiento de Pompeya y Herculano a finales de los años 1730, y luego, excavaciones en el sur de Francia.
- la profundización del conocimiento de la Antigüedad, gracias a publicaciones académicas, extranjeras o francesas (Recueil d'antiquités (1752-1765), del conde de Caylus, Ruins of Palmyra (1753), Ruins of Balbec (1757) de Robert Wood, Ruins of Paestum (1758) de Thomas Major, Ruines des plus beaux monuments de la Grèce (1758) de Julien-David Le Roy).
- el desarrollo de un gusto por lo pintoresco y por lo sublime (como el gusto por las ruinas, las pinturas de Giovanni Paolo Panini y de Hubert Robert, o los grabados de Giovanni Battista Piranesi adquiridos por los franceses o de los que informaban los viajeros).
- la práctica del viaje a Italia de los arquitectos, al contacto con las ruinas antiguas y con los edificios de la arquitectura renacentista de Palladio, Rafael o Vignola.

La primera fase del neoclasicismo francés se expresó en el diseño de mobiliario e interiores, el conocido como estilo Luis XV —inicialmente un estilo parisino, el Goût grec (estilo o gusto griego) no un estilo de corte; solo cuando el joven rey accedió al trono en 1774, María Antonieta, su reina, amante de la moda, llevó el estilo Luis XVI a la corte—, que luego evolucionó hacia los estilos de decoración Directorio e Imperio.
Los primeros edificios neoclásicos fueron construidos en tiempos de Luis XV (r. 1715-1774) por Ange-Jacques Gabriel y Jacques-Germain Soufflot, bajo el impulso del marqués de Marigny, director general de los edificios del rey, desde 1751 a 1773. Sus principales realizaciones fueron la Escuela Militar (1751-1756), el palacio de Compiègne, reconstruido a partir de 1751, la plaza Luis XV (1755-1775), el Petit Trianon (1762-1768), el proyecto de reconstrucción del château de Versalles entre 1772 y 1775, el Hôtel-Dieu de Lyon (1741-1764) y la iglesia de Santa Genoveva de París (1764-1790).
El gusto por lo antiguo y el retorno al clasicismo también se expresaron en la arquitectura religiosa, en la civil y en la privada —a menudo a través del modelo reinterpretado de la arquitectura privada de Palladio conocido a través de su tratado I quattro libri dell'architettura (Venecia, 1570)—, en la decoración de interiores y en el arte de los jardines. Además de los ejemplos de las iglesias de Saint-Sulpice y de Santa Genoveva, de sitios públicos y edificios como la Casa de la Moneda y la Escuela de Cirugía de París, del Gran Teatro de Burdeos, del Hôtel de Salm, de la Plaza de la Bolsa de Burdeos, fueron numerosos los edificios privados construidos en este estilo: los hôtels Alexandre, de Hallwyll, de Thelusson, de Bourbon-Condé, de Masseran, de Montesquiou, todos en París; las casas Carré de Baudouin, Huvé, Rousseau alrededor de la capital; muchos hôtels en Burdeos, La Rochelle, la casa del armador en Le Havre, sin incluir los desarrollos inmobiliarios, como el Palais-Royal de París o el barrio Graslin en Nantes.
Los principales representantes del neoclasicismo arquitectónico francés hasta la víspera de la Revolución fueron Ange-Jacques Gabriel (1698-1782), Jacques-Germain Soufflot, Étienne-Louis Boullée y Claude Nicolas Ledoux (1736-1806). Los edificios respectivos de los dos últimos, construidos o proyectados utópicamente (cenotafio de Newton de Boullée, proyecto de ciudad ideal en Arc-et-Senans de Ledoux), han influido a arquitectos y teóricos del siglo XX. Además de estos cuatro grandes nombres, Jacques Denis Antoine, Alexandre Brongniart, Jean-François-Thérèse Chalgrin (1739-1811), Louis-Jean Desprez, Charles De Wailly, Jacques Gondouin, Victor Louis, Richard Mique, Pierre-Adrien Pâris, Marie-Joseph Peyre, se cuentan entre los representantes de la vuelta a la antigüedad bajo el reinado de Luis XVI.

Iglesias neoclásicas francesas
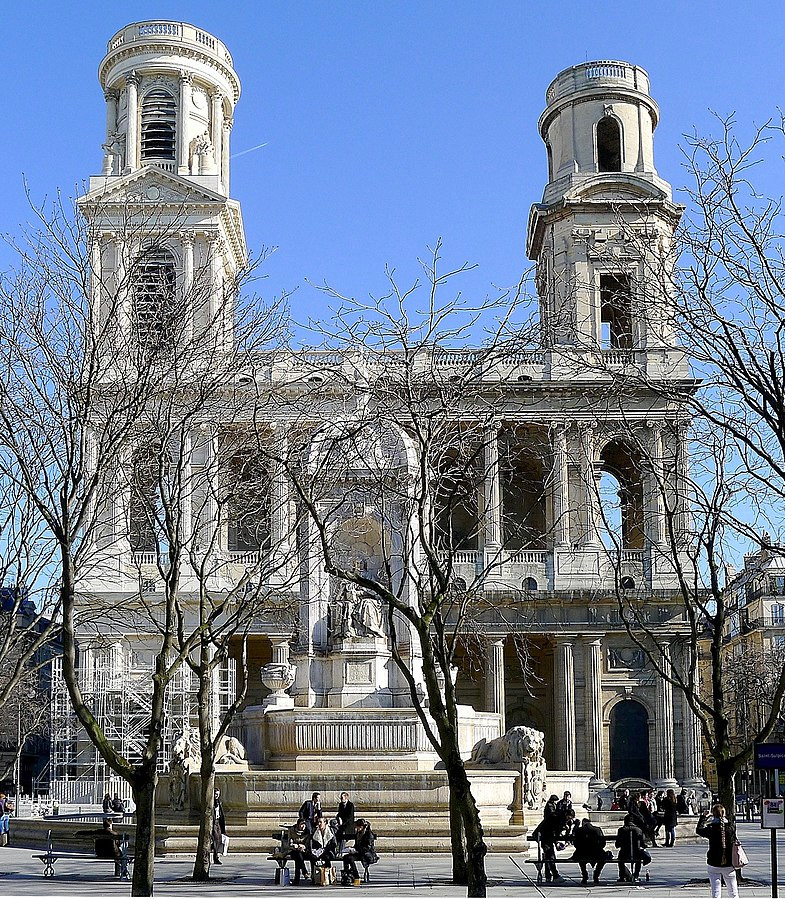
Iglesia de San Sulpicio (1646-1870), París
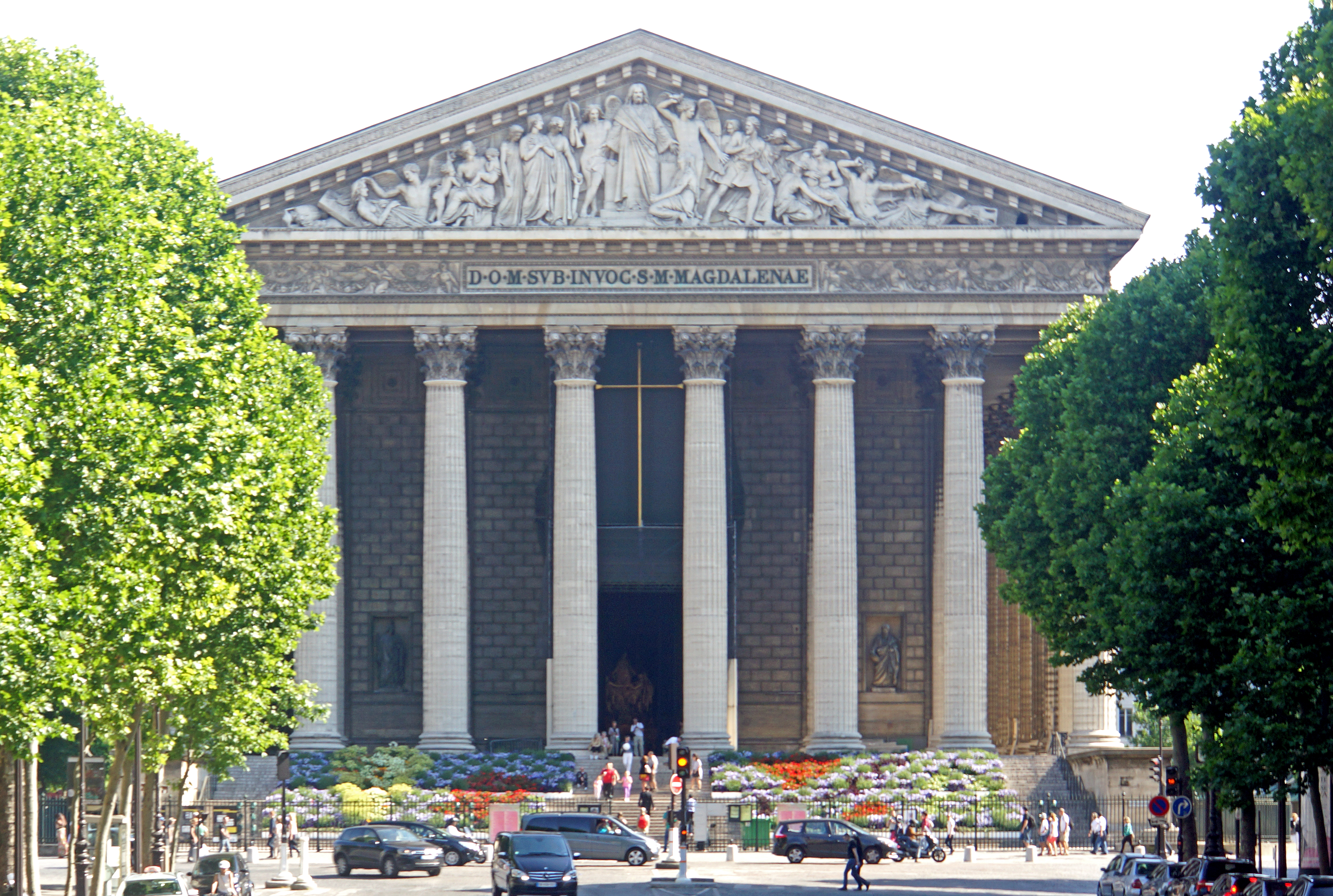
Iglesia de la Madeleine (1763-1842), París
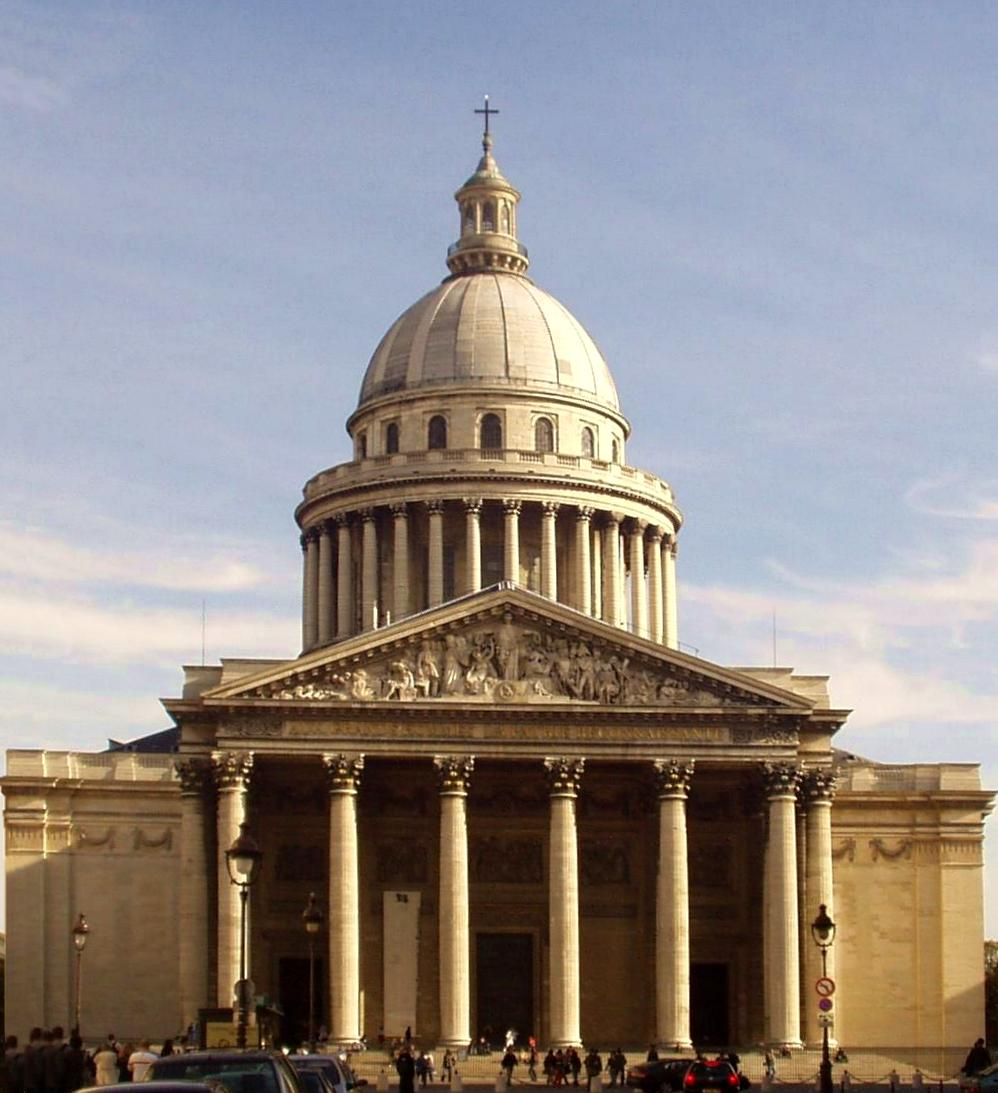
Santa Genoveva (1764-1790) (hoy Panteón), París
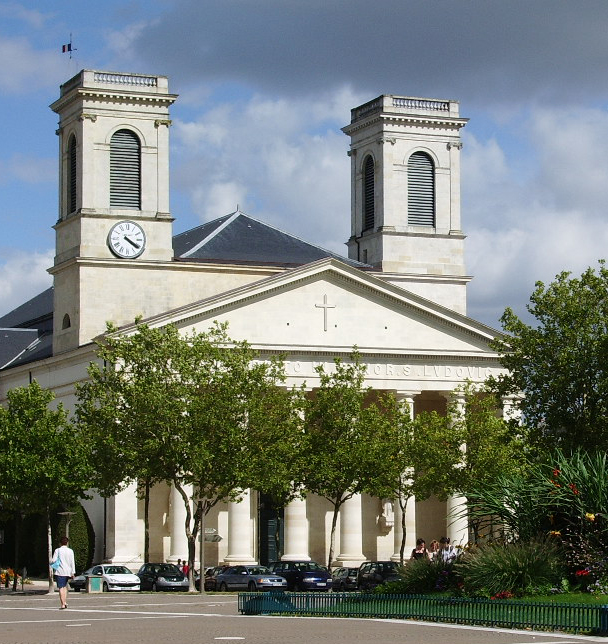
Iglesia de Saint-Louis (1809-1859), La Roche-sur-Yon
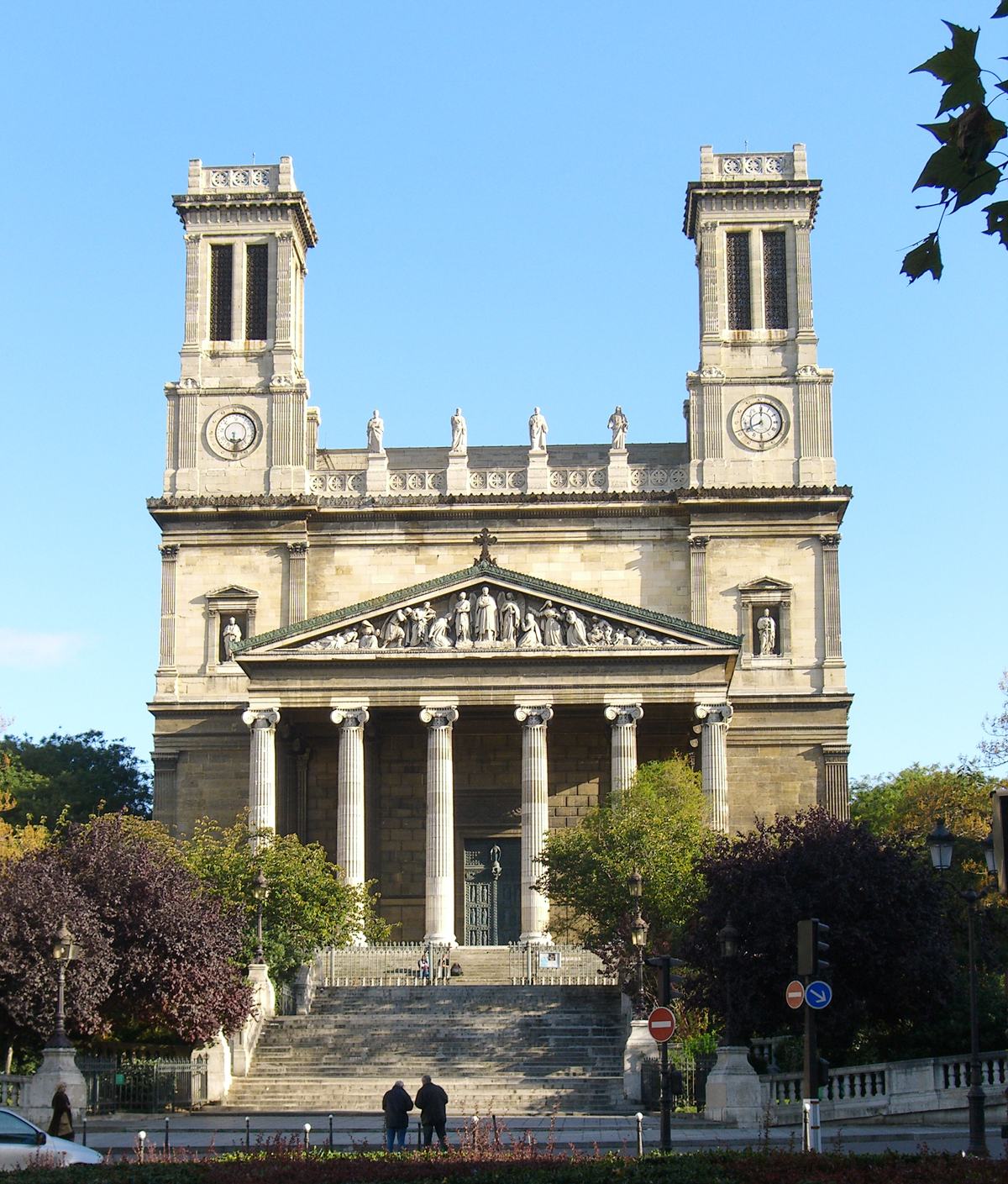
Iglesia de San Vicente de Paúl (1824-1844), París

La Revolución, entendida como el período que va entre 1789 y el golpe de Estado del 18 de brumario (1799), y el Primer Imperio Francés (1804-1814) marcó una etapa importante en la arquitectura neoclásica en Francia. Animaron la expresión de una sensibilidad grandiosa, el uso de un vocabulario ornamental aún más inspirado en la Antigüedad que bajo el reinado de Luis XVI, incluso yendo a buscar elementos de adorno llamados etruscos o pompeyanos, o al menos creídos como tales...
Durante la Revolución, el gusto por la antigüedad se expresaba principalmente en la arquitectura efímera (arquitectura de fiestas públicas y ceremonias, decoración de salas de espectáculos o de salas de reuniones públicas: Tribunado, Consejo de los Cinco Cientos, etc.), y en los concursos públicos convocados para construir monumentos conmemorativos: concurso del Año II, proyecto de columnas o de obeliscos departamentales a la gloria de los ejércitos revolucionarios, fuentes públicas, etc.
Napoléon I quiso hacer de París la Nueva Roma e hizo construir numerosos edificios que recordarían al Imperio romano en su apogeo con la ayuda de arquitectos como Charles Percier y Pierre-François-Léonard Fontaine: la rue de Rivoli, la columna Vendôme, el arco de Triunfo del Carrusel, el Arco de Triunfo de la Place de l'Étoile (encargado en 1806, terminada en 1836). (Ver también el estilo Imperio).
Desde alrededor de 1800 un nuevo flujo de ejemplos arquitectónicos griegos, vistos a través de aguafuertes y grabados, comenzó a dar un nuevo impulso al neoclasicismo que se conoce revival griego o neogriego. El neoclasicismo continuó siendo una fuerza importante en el arte académico a través del siglo XIX y más allá —una antítesis constante para el romanticismo o revival gótico— aunque desde finales del siglo XIX a menudo fuese considerado antimoderno, o incluso reaccionario, en los círculos críticos influyentes. A mediados del siglo XIX, varias ciudades europeas —en particular San Petersburgo, Atenas, Berlín y Múnich— se transformaron en verdaderos museos de arquitectura neoclásica. En comparación, el revival griego en Francia nunca fue popular, tanto para el Estado como para el público. Lo poco que se había iniciado eran la cripta de Charles De Wailly en la iglesia de San Leu-St Gilles (1773-1780), y las Barriere des Bonshommes (1785-1789), de Claude Nicolas Ledoux. La evidencia de primera mano de la arquitectura griega fue de muy poca importancia para los franceses, debido a la influencia de las doctrinas de Marc-Antoine Laugier que trató de discernir los principios de los griegos en lugar de sus meras prácticas. Tomaría hasta el neogriego de Laboustre del segundo Imperio para que el revival griego floreciese brevemente en Francia.
El gusto por la inspiración antigua y clásica continuó en la arquitectura francesa hasta finales del siglo XIX, cuando otras tendencias estéticas se consolidaron, el historicismo, el eclecticismo y el racionalismo arquitectónico, que a su vez se declinaron en neogótico, neorrománico, neorrenacentista, etc.

Algunas obras neoclásicas parisinas
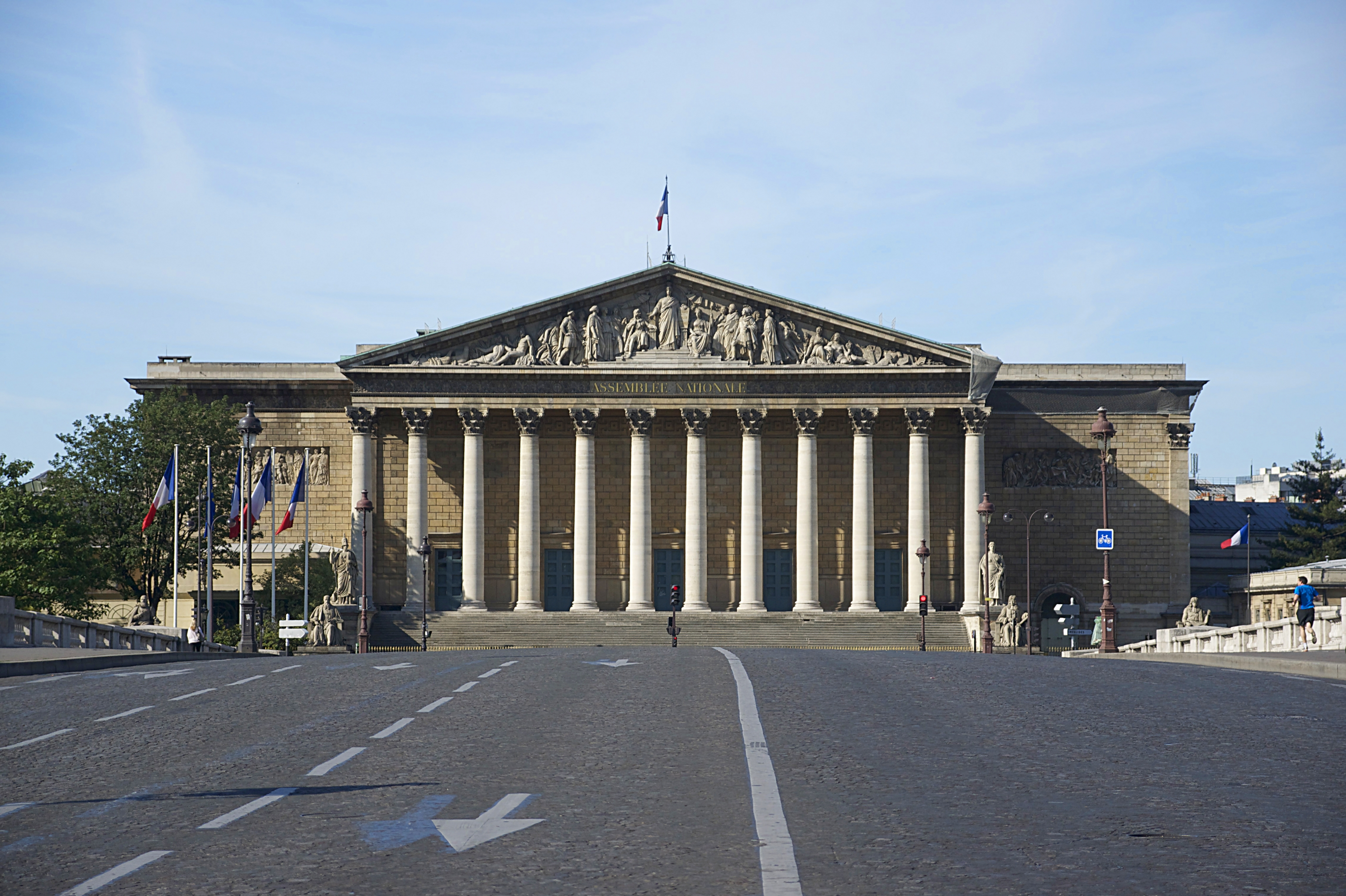
Palais Bourbon (1722-1728) (hoy Asamblea Nacional)
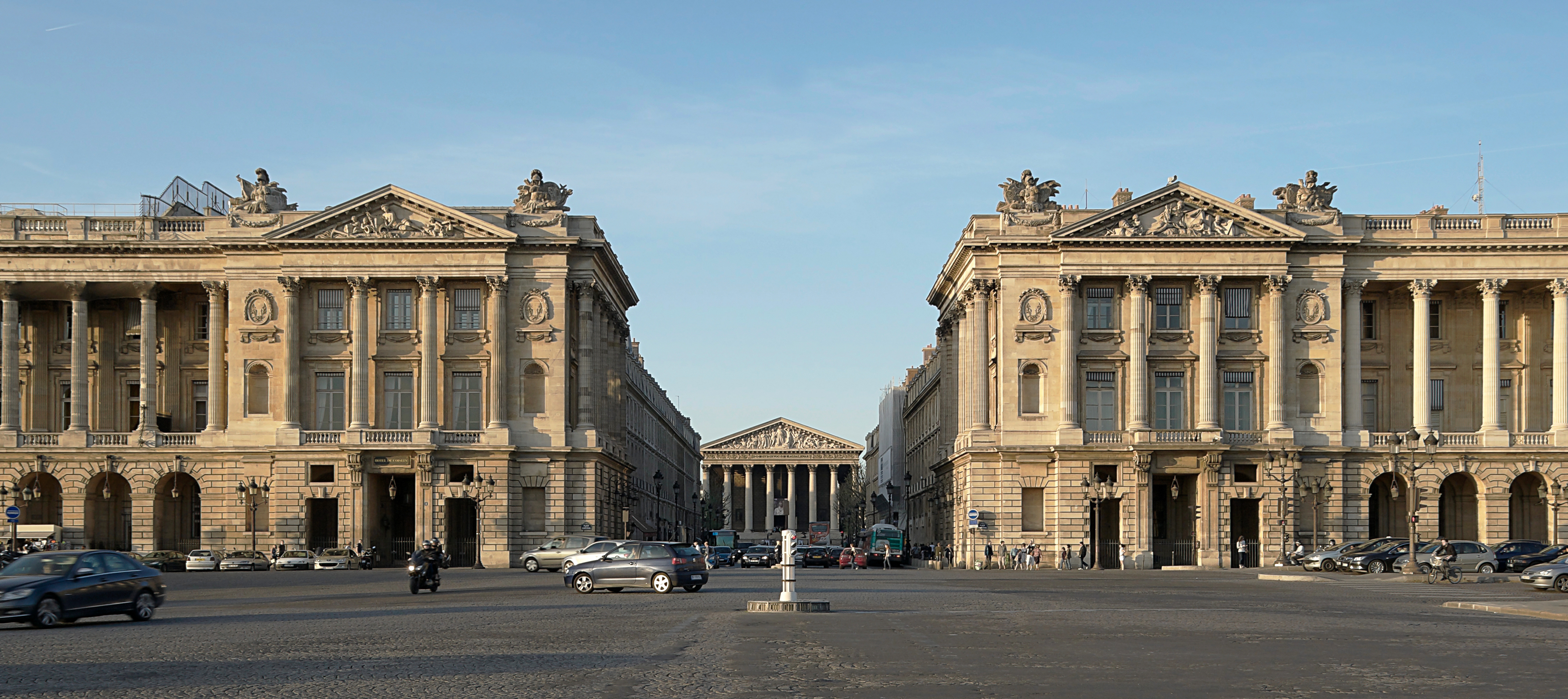
Plaza de la Concordia (1772) y, al fondo, iglesia de la Madeleine
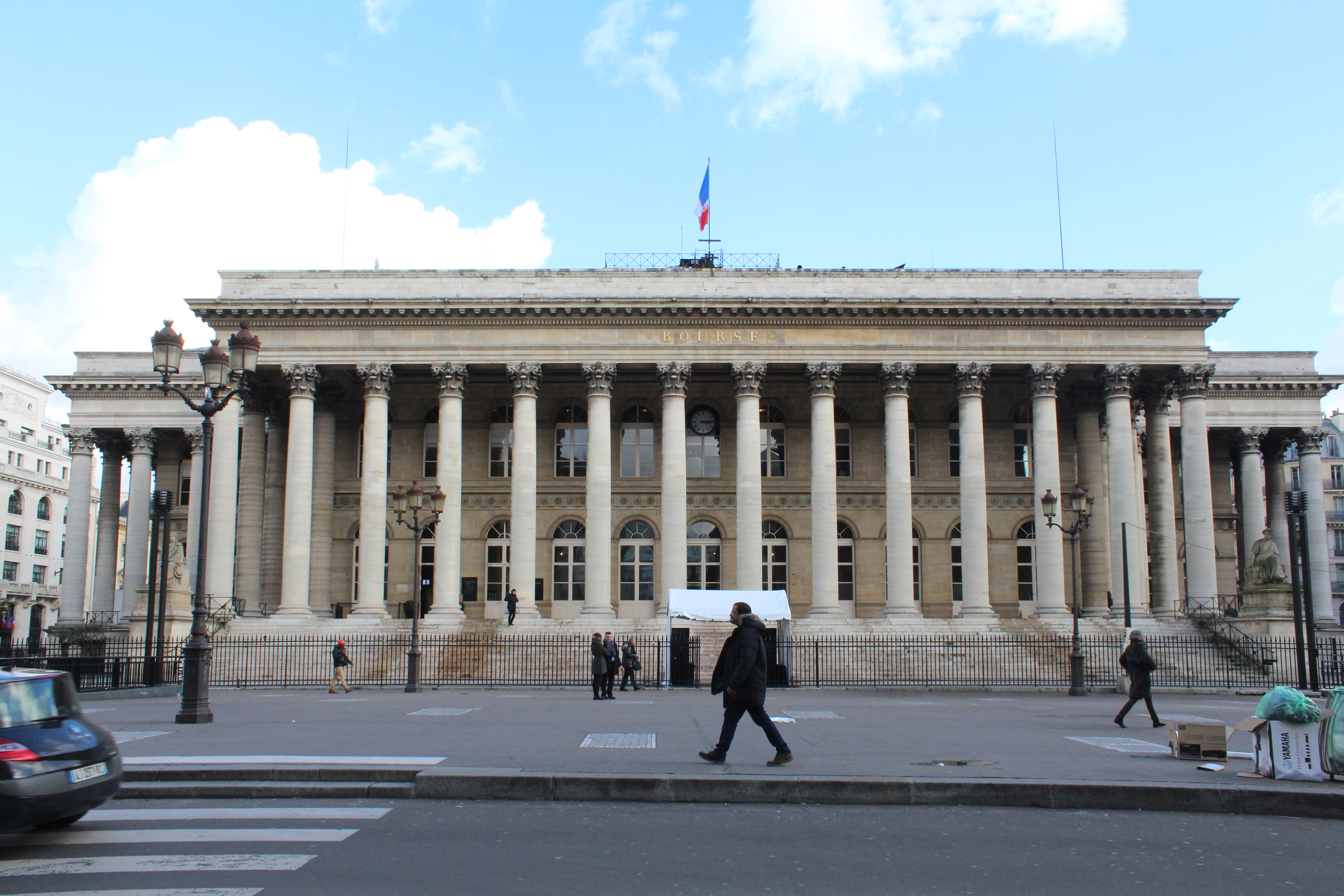
Palacio de la Bolsa (1807-1826)
Arco del Triunfo (1808-1838), de Jean Chalgrin

## Historia

### Contexto
El Neoclasicismo surgió en Francia a principios y mediados del siglo XVIII, inspirado en parte por los informes de las excavaciones arqueológicas de Herculano (1738) y especialmente de Pompeya (1748), que dieron a conocer de primera mano los diseños y las pinturas clásicas. La noticia de estos descubrimientos, acompañada de ilustraciones grabadas, circuló ampliamente y causó que en Francia también se iniciaran algunas campañas de excavaciones en el sur del país, con restos atestiguados de la época romana.
Esos descubrimientos pompeyanos suscitaron un interés en profundizar en el conocimiento de la Antigüedad, que pudieron satisfacerse gracias a los viajes y a las publicaciones eruditas, extranjeras o francesas. El anticuario francés, coleccionista de arte y arqueólogo aficionado Anne Claude de Caylus, que había viajado a Grecia y a Asia Menor entre 1752 a 1755, describió lo que había visto en Recueil d'antiquités égyptiennes, étrusques, grecques et romaines, publicado con ilustraciones en siete volúmenes (1752-1765). Siguieron más tarde las Ruines des plus beaux monuments de la Grèce (1758), del arquitecto y arqueólogo aficionado Julien-David Le Roy. También fueron leídas y ojeadas en los medios aristocráticos obras inglesas como The Ruins of Palmyra (1753) y The Ruins of Balbec (1757) de Robert Wood, o The ruins of Pæstum, otherwise Posidonia, in Magna Græcia (1758), del grabador Thomas Major (1720-1799).
En la década de 1740, el gusto imperante ya había comenzado a cambiar lentamente y la decoración interior se volvió menos extravagante y más discreta. Madame de Pompadour, amante real desde 1745, consiguió que el rey nombrara en 1749 a su hermano el marqués de Marigny, de solamente 18 años, subdirector de la dirección general de los Edificios, Artes, Jardines y Manufacturas. Para completar su formación realizó su Grand Tour, acompañado por el grabador Nicolas Cochin, el arquitecto Jacques-Germain Soufflot y el abad Leblanc, entre otros, yendo a Italia a conocer los monumentos clásicos y ver los recientes descubrimientos en Pompeya y Herculano. Fue un viaje de 25 meses que cambiará la orientación artística de Francia ya que a su regreso, en 1751, sería llamado por el rey para ocupar el cargo de director de los Edificios del Rey, cargo que desempeñó hasta 1773, estableciendo un récord de longevidad en estas funciones en el siglo XVIII. Regresaron llenos de entusiasmo por favorecer un nuevo estilo clásico, basado en los monumentos romanos y griegos. Fomentó la pintura histórica y, en la arquitectura, el movimiento de retorno a la Antigüedad que engendraría el neoclasicismo. En 1754 publicaron un manifiesto contra el estilo rocaille, pidiendo un retorno al clasicismo. Marigny, después de la muerte de Luis XV, se convirtió más tarde en director de los edificios para Luis XVI.

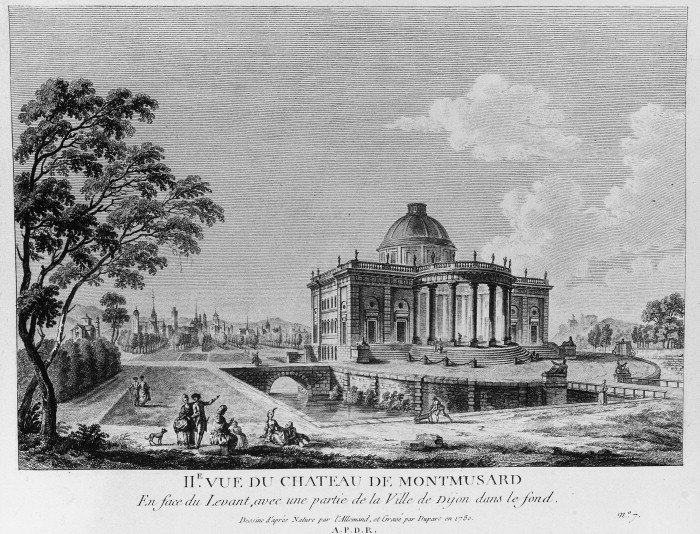
Château de Montmusard (1765), de Charles de Wailly.

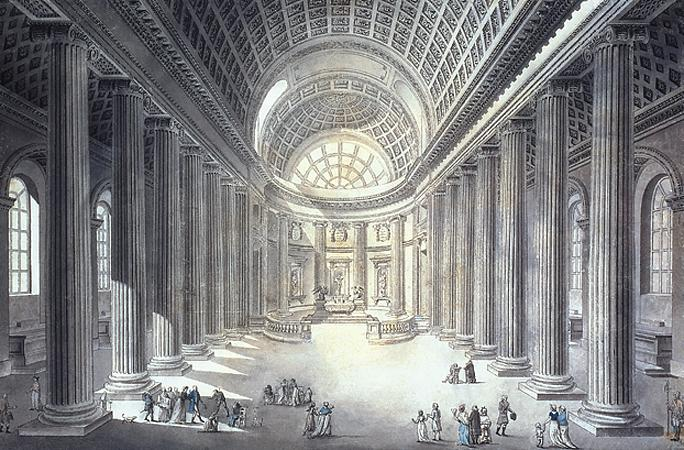
Jean Chalgrin, iglesia de Saint-Philippe-du-Roule

Marigny protegió a Soufflot, a quien confió la obra de la nueva iglesia de Santa Genoveva, verdadero exponente del estilo a la antigua; encargó a Charles De Wailly y a Marie-Joseph Peyre las obras del nuevo Teatro Francés (actual Teatro del Odeón); hizo reformar la plaza de Luis XV (actual plaza de la Concordia) y plantar los jardines de los Campos Elíseos; supervisó la construcción de la École Militaire; e hizo numerosos encargos a luego afamados pintores, como Boucher, Van Loo, Pierre y nombró a Charles-Joseph Natoire director de la Academia Francesa en Roma.
El estilo neoclásico también recibió un impulso filosófico de los Philosophes, que como Denis Diderot y Jean-Jacques Rousseau, reclamaban la restauración de los valores morales en la sociedad, y del abad Laugier, autor de L'essai sur l'architecture (1753), que tuvo una influencia considerable en la teoría arquitectónica con sus ideas sobre la choza primitiva como expresión de leyes inmutables de la arquitectura y la llamada a un retorno a formas puras y ordenadas. Los sitios arqueológicos en Grecia e Italia se convirtieron en paradas obligatorias para los visitantes aristocráticos y eruditos en el Grand Tour de Europa. Los mejores pintores jóvenes de Francia compitieron por becas en la Academia Francesa de Roma. Ingres estudió allí, y más tarde se convirtió en su director. En 1757, el arquitecto francés Jean-François Neufforge publicó Recueil élementaire d'Archiecture, un libro de texto ilustrado del estilo. El nuevo gusto fue originalmente llamado Le Gout Grec (El gusto griego). Llamaba a formas geométricas y decoración en «el estilo sobrio y majestuoso de los arquitectos de la antigua Grecia».
En los últimos años del reinado de Luis XV y durante todo el reinado de Luis XVI, el nuevo estilo apareció en las residencias reales, particularmente en los salones y en el mobiliario del Dauphine y luego de la reina María Antonieta y de la aristocracia parísina. Combinaba los estilos griego, romano y lo que vagamente se llamó etrusco con arabescos y grotescos tomados de Rafael y del Renacimiento, y con temas chinos y turcos. Entre 1780 y 1792, el estilo también apareció en la arquitectura, en edificios clásicos como el Petit Trianon (1762-1768) en Versalles y en el château de Bagatelle (1777). También apareció en otras formas de arte, incluyendo en particular las pinturas de Jacques-Louis David, especialmente el Juramento de los Horacios (1784).

## Contexto
El neoclasicismo arquitectónico francés se desarrolló a causa de varios factores:
- el desarrollo de un gusto por lo pintoresco y de un gusto por lo sublime (como el gusto por las ruinas, por las pinturas de Giovanni Paolo Panini y de Hubert Robert, o por los grabados de Giovanni Battista Piranesi adquiridos por los franceses o reportados por los viajeros);
- el desarrollo del viaje a Italia de los mejores arquitectos, que facilitó de primera mano el contacto con las ruinas antiguas y con los edificios de la arquitectura renacentista de Palladio, Rafael o Vignola.

Estos edificios expresaban el deseo de romper con el estilo barroco del período anterior, diferenciándose en los siguientes aspectos:
- la geometría de la planta (École Militaire, Santa Genoveva);
- la simplicidad de los volúmenes del edificio (Hôtel de Bourbon-Condé, Hôtel de Montesquiou, Maison Huvé);
- la armonía de las proporciones;
- la predilección por la columna y el frontón (École Militaire, hôtels gemelos de la Plaza de la Concordia, Santa Genoveva, Casa de la Moneda (París), proyectos diseñados de Marie-Joseph Peyre);
- la decoración esculpida limitada, casi inexistente;
- el uso de ornamentos esculpidos inspirados en la Antigüedad: frisos de los griegos, postes, volutas, guirnaldas, hojas de palma, etc.
- la puesta en valor de la superficie mineral del edificio, ya sea dejando los muros desnudos o tratándolos en almohadillado (fachada sobre el Sena del Palais Bourbon, almohadillado del subbasamento de los hoteles gemelos de la plaza de la Concordia);
- el refinamiento de la distribución de los volúmenes interiores (escaleras del Gran Teatro de Burdeos, sala de la Ópera de Gran Teatro de Burdeos);
- o en la integración del edificio en un paisaje o en un espacio urbano (Teatro del Odéon, loteo del Palais-Royal, Teatro Graslin, etc.).

En el dominio de los jardines, fueron ejemplo los llamados jardines anglo-chinos que se desarrollaron en la vísperas de la Revolución: el parque del Desierto de Retz, el parque de Méréville, el parque de Maupertuis, el jardín del Hameau de la Reine en Versalles, de Richard Mique, el jardin del dominio de Montreuil, de Jean-Jacques Huvé, el parque Monceau para el duque de Orleans. A diferencia de la simetría de los dibujos de Le Nôtre, estos jardines se alíaban con una naturaleza que se quería no domesticada en la que se insertaban piezas de arquitectura caprichosas o se hacían acondicionamientos pintorescos (cuevas artificiales, ríos, cascadas, falsas ruinas artificiales tomadas por la vegetación, etc.).

## Historia

### Reinados de Luis XIV y XV
El clasicismo apareció en la arquitectura francesa durante el reinado de Luis XIV (r. 1638-1717). En 1668 el rey había rechazado un diseño barroco para la nueva fachada este del palacio del Louvre de Gian Lorenzo Bernini, entonces el arquitecto y escultor más famoso de la época, en favor de un diseño más sobrio y clásico con frontones y columnas colosales de Claude Perrault. Bajo Luis XIV, la cúpula romana y la fachada de columnas monumentales se convirtieron en las características dominantes de las nuevas iglesias importantes, comenzando con la iglesia de Val-de-Grâce (1645-1710), de Mansart, Jacques Lemercier y Pierre Le Muet, seguida por la iglesia de San Luis de Les Invalides (1680-1706). Si bien las características básicas de la arquitectura de estas iglesias eran clásicas, los interiores todavía estaban lujosamente decorados en el estilo barroco.

Antecentes clasicistas
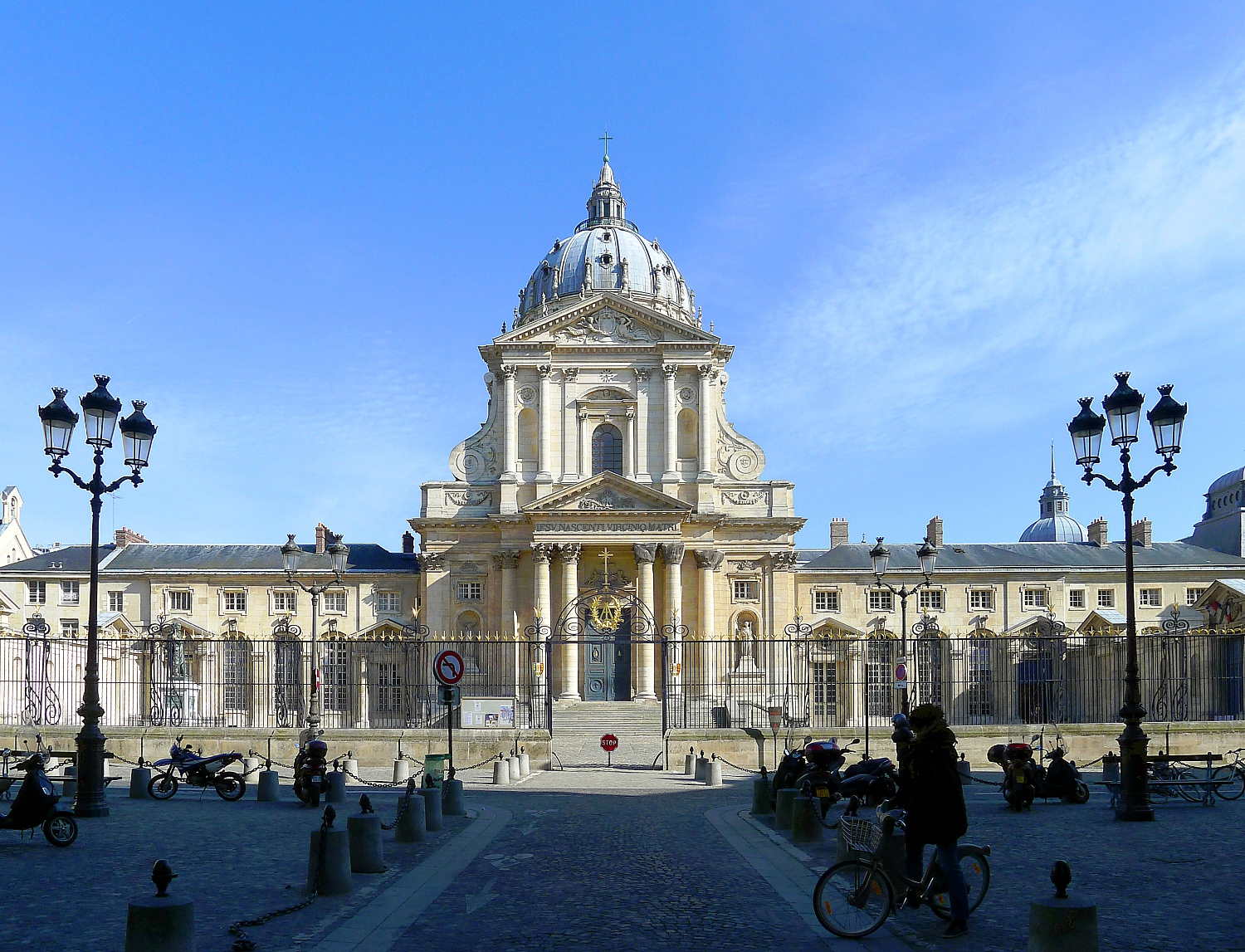
iglesia de Val-de-Grâce (1645-1710), de Mansart, Lemercier y Le Muet)
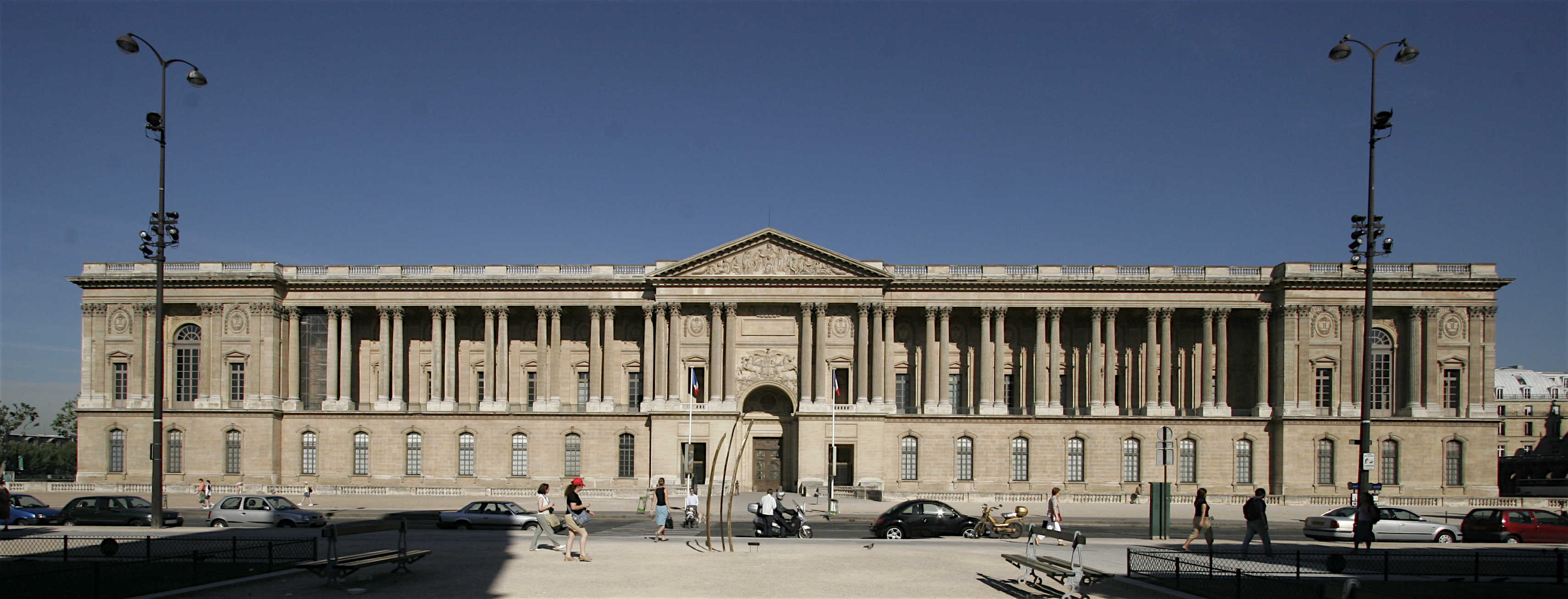
Fachada oriental del Louvre (1667-1678), de Claude Perrault
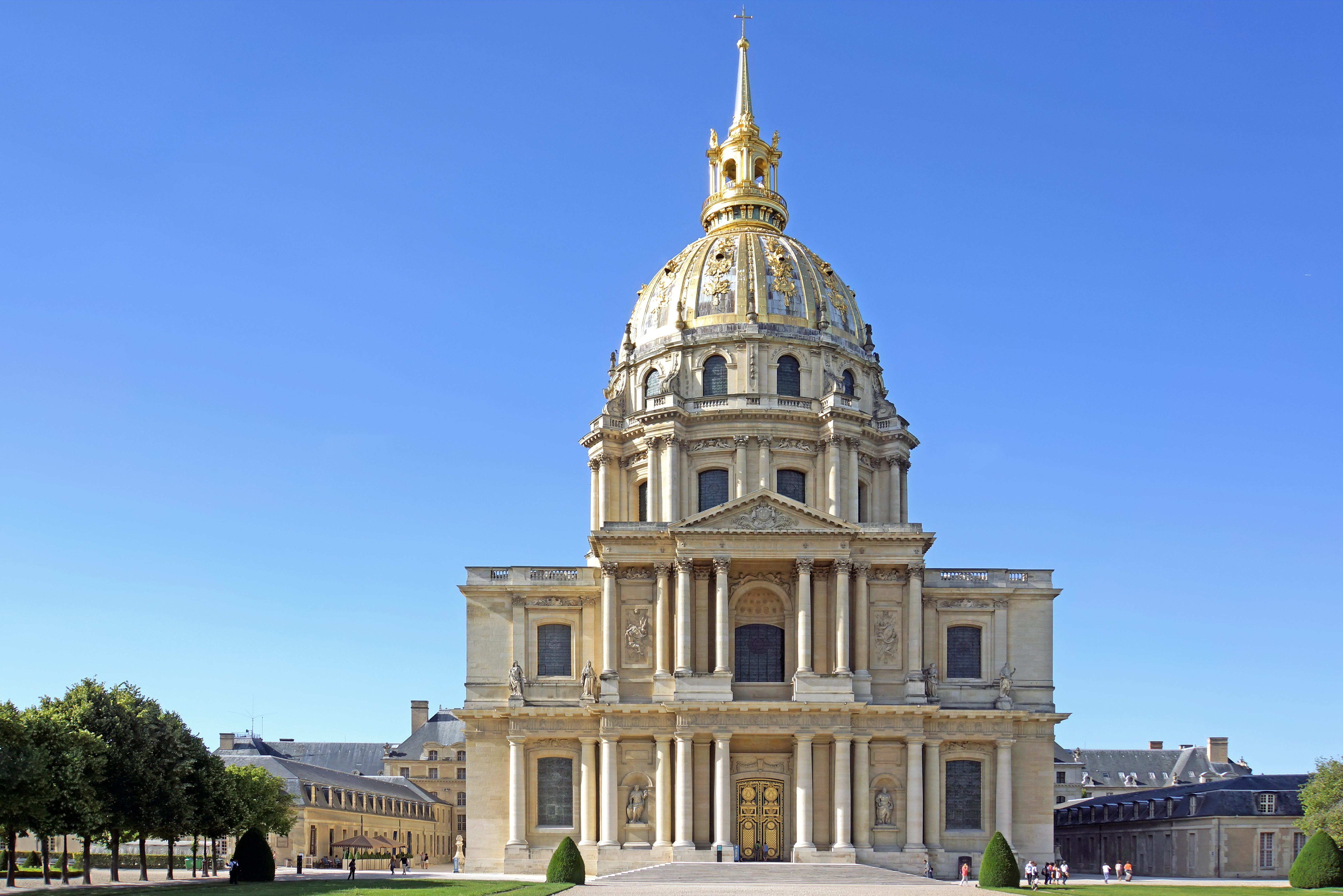
Les Invalides (1677-1706), de Jules Hardouin-Mansart
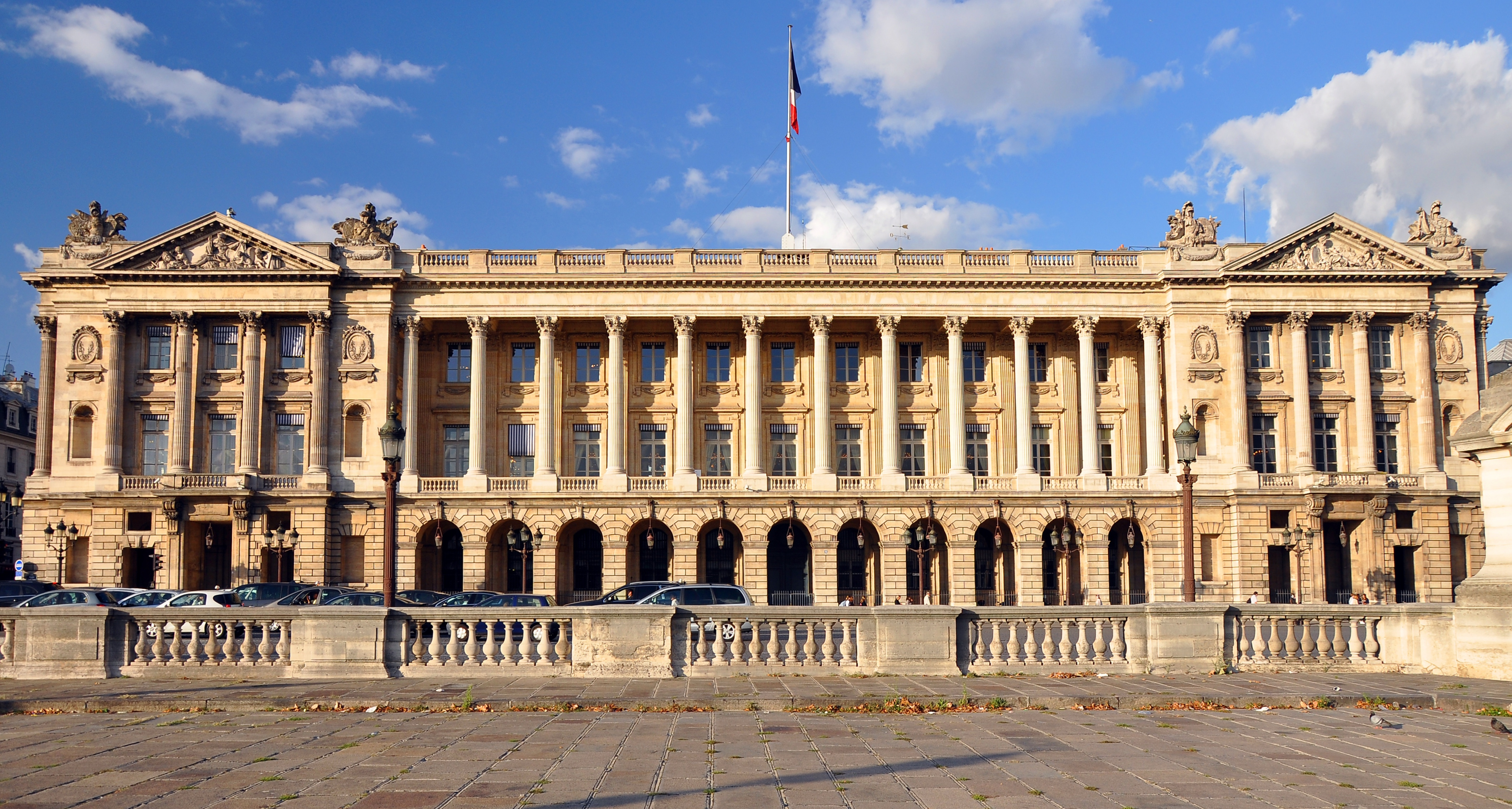
Hotel de la Marine (1761-1770), en la plaza de la Concordia, obra de Ange-Jacques Gabriel (proyecto) y Jacques-Germain Soufflot

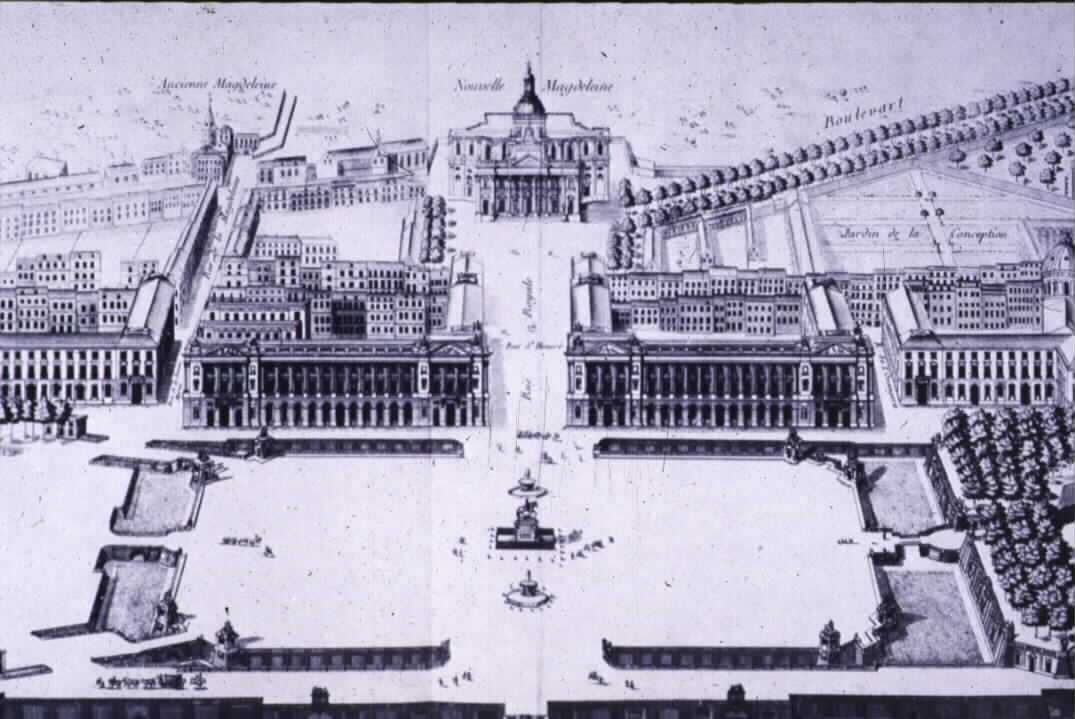
Proyecto para la plaza de la Concordia, París, de Ange-Jacques Gabriel

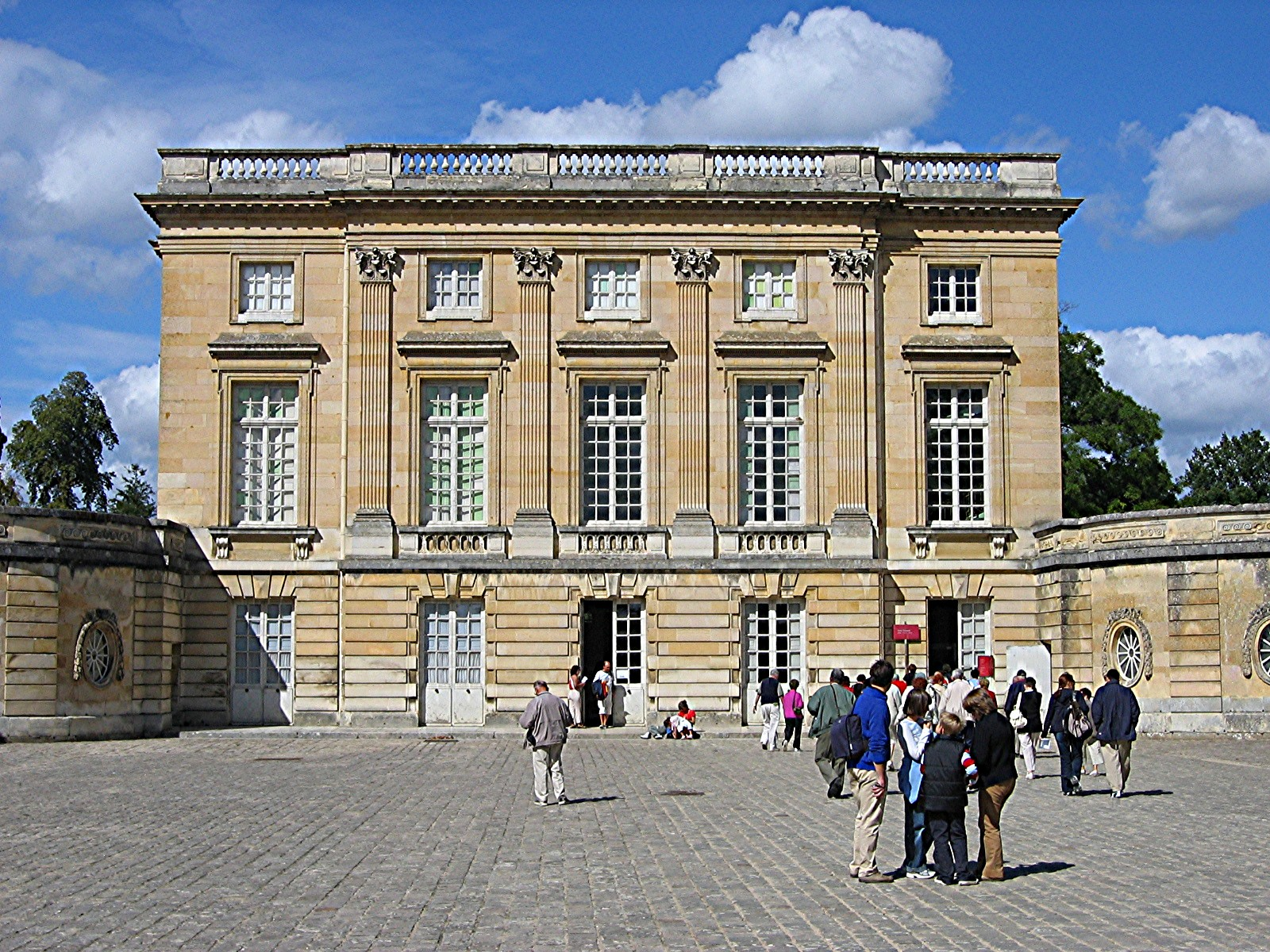
Fachada este del Petit Trianon

A lo largo del reinado de Luis XV, mientras los interiores siguieron estando profusamente decorados, las fachadas se hicieron cada vez más simples, menos ornamentadas y más clásicas, hasta que el neoclásico se convirtió en el estilo dominante en la arquitectura civil y religiosa. El primer arquitecto del rey fue Jacques Gabriel desde 1734 hasta 1742, cargo que herederá luego el que será el Gabriel más famoso, su hijo Ange-Jacques Gabriel, que lo desempeñara hasta el final del reinado. Sus principales obras fueron la Ecole Militaire, el conjunto de edificios con vistas a la plaza Luis XV (ahora plaza de la Concordia (1761-1770) y el Petit Trianon en Versalles (1762-1768). Las fachadas diseñadas por Gabriel fueron cuidadosamente ritmadas y equilibradas por hileras de ventanas y columnas, y en grandes edificios como los de la Concordia, a menudo presentaban grandes arquerías en el nivel de la calle, y frontones clásicos o balaustradas en la línea de la cubierta. Las características ornamentales a veces incluían balcones curvados de hierro forjado con diseños ondulados de rocalla, similares a la decoración de rocalla de los interiores. 
La arquitectura civil francesa considera que el Neoclasicismo apareció desde la mitad del siglo XVIII con la creación de obras lúcidas y sobrias como la plaza de la Concordia en París y el Petit Trianon en Versalles, obras ambas de Ange-Jacques Gabriel, en las que todavía se encuentran premisas del clasicismo barroco francés.: 54  El proyecto para la plaza de la Concordia, en su momento plaza de Luis XV, se remonta a 1753: los diseños originales definían un espacio muy diferente al actual, fruto de los proyectos elaborados en la época napoleónica, con dos palacios que delimitaban un espacio cerrado por una serie de balaustradas. Los edificios estaban claramente inspirados en la perspectiva de Claude Perrault (1613-1688) para la fachada del Louvre. Para la arquitectura francesa, la obra de Perrault para completar el famoso palacio real de París era de hecho un ejemplo de absoluta maestría: su diseño claro y ordenado caracterizado por un frontón central y una columnata de doble altura erigida sobre un masivo basamento, tuvo una influencia considerable en la definición de los nuevos cánones estéticos de la arquitectura.: 5  De poco después de la famosa plaza parisina es precisamente el Petit Trianon, construido entre 1761 y 1768, en el que los ambientes interiores se distribuyen de acuerdo a su función y no tanto a los requerimientos estéticos de simetría. El exterior está muy simplificado y privado de excesiva decoración, pero definido por un riguroso orden de grandes huecos acristalados.
La siguiente generación se dirigió hacia una concepción más clásica y severa de la arquitectura. Más de treinta años más joven que Gabriel, Marie-Joseph Peyre (1730-1785) fue a Italia, donde ganó un concurso organizado por la Accademia di San Luca en Roma para una catedral con dos palacios anexos. De vuelta a Francia, diseñó el Hôtel de Neubourg (hoy destruido), una villa para madame Leprêtre de Neubourg cerca de París, tal vez el primer edificio francés verdaderamente clásico.: 114  La villa se dispuso sobre un estilóbato y está constituida por volúmenes compactos, sin adornos, con una planta en la que se atenúa cualquier énfasis: la disposición de las estancias es simple, no hay entornos de desempeño y las escaleras no se muestran, estando cerradas dentro de un hueco. En 1763, Peyre se dedicó a la casa para el Príncipe de Condé, una implantación menos austera, cuyo elemento más interesante es una columnata que rodea el patio de entrada. Junto a su amigo Charles De Wailly proyectó el Teatro del Odéon de París, construido entre 1779 y 1782, pero reconstruido varias veces después de ser destruido en dos incendios. El aspecto original del teatro era sobrio y severo, con el exterior revestido en bugnato (almohadillado) y la fachada principal apantallada con un pórtico de columnas dóricas.: 123 
La arquitectura religiosa de la época también fue sobria, monumental y tendia, al final del reinado, hacia el neoclásico. Una de las primeras manifestaciones de la reacción al rococó fue la fachada de la iglesia de Saint Sulpice,: Voz: Servandoni, Giovanni Niccolò  construida en estilo clásico por el fiorentino Giovanni Niccolò Servandoni y después alterada repetidamente en el curso del tiempo. 

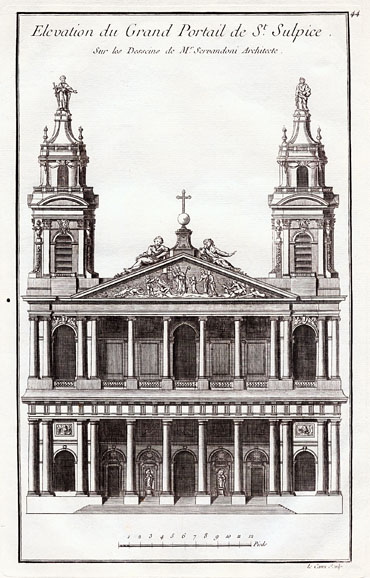
Giovanni Niccolò Servandoni, proyecto para la fachada de San Sulpicio, París

El mayor ejemplo en el campo de la arquitectura sagrada sigue siendo el Panteón de París,: 454  construido originalmente como iglesia de Santa Genoveva y más tarde transformado en mausoleo de la Nación. Del edificio, diseñado por Jacques-Germain Soufflot y construido entre 1757 y 1791, destaca la cúpula inspirada en la de la catedral de San Pablo de Londres y la audaz estructura interna que recuerda, por su ligereza, a las antiguas catedrales góticas. De hecho, durante la construcción de Santa Genoveva, Soufflot y sus colaboradores recorrieron Francia en busca de las piedras más adecuadas y prepararon un laboratorio con el fin de analizar las características de resistencia y elasticidad. El objetivo era hacer la estructura más y más refinada, a fin de reducir los elementos portantes, tomando el ejemplo de las iglesias medievales franceses, y también la capilla de la Sábana Santa de Turín, y de la basílica de Santa Maria della Salute en Venecia.: 22 
Otra iglesia parisina, la iglesia de Saint-Philippe-du-Roule (1772-1784), es de notar por su nave cubierta por una enorme bóveda de cañón decorada con artesonado y dispuesta sobre un entablamento apoyado sobre una columnata jónica. El diseño se debe al mencionado Jean Chalgrin (1739-1811), pero el edificio quedará distorsionado hacia la mitad del siguiente siglo con la apertura de lunetos a lo largo de la bóveda y la construcción de dos capillas. Sin embargo, el esquema de Saint-Philippe ejerció alguna influencia en la arquitectura de la época.: Voz: Chalgrin, Jean 
En ese clima de renovación, se construyeron muchos teatros en toda Francia, incluso en pequeñas ciudades como Amiens o Besançon. Los nuevos teatros de París y de Burdeos fueron ejemplos destacados del nuevo estilo. El arquitecto Victor Louis (1731-1811) completó el Gran Teatro de Burdeos (1773-1780), un bloque rectangular con una fachada precedida por doce grandes columnas corintias, considerado el más bello teatro francés de la época.: 126  Su majestuosa escalera fue precursora de la escalera de la Opera Garnier. En 1791, en medio de la Revolución Francesa, completó la Comédie Française. El Teatro Odeón en París (1779-1782) fue construido por Marie-Joseph Peyre (1730-1785) y Charles de Wailly (1729-1798) y presentaba un pórtico en forma de una galería cubierta con columnas avanzadas en relación con la fachada.

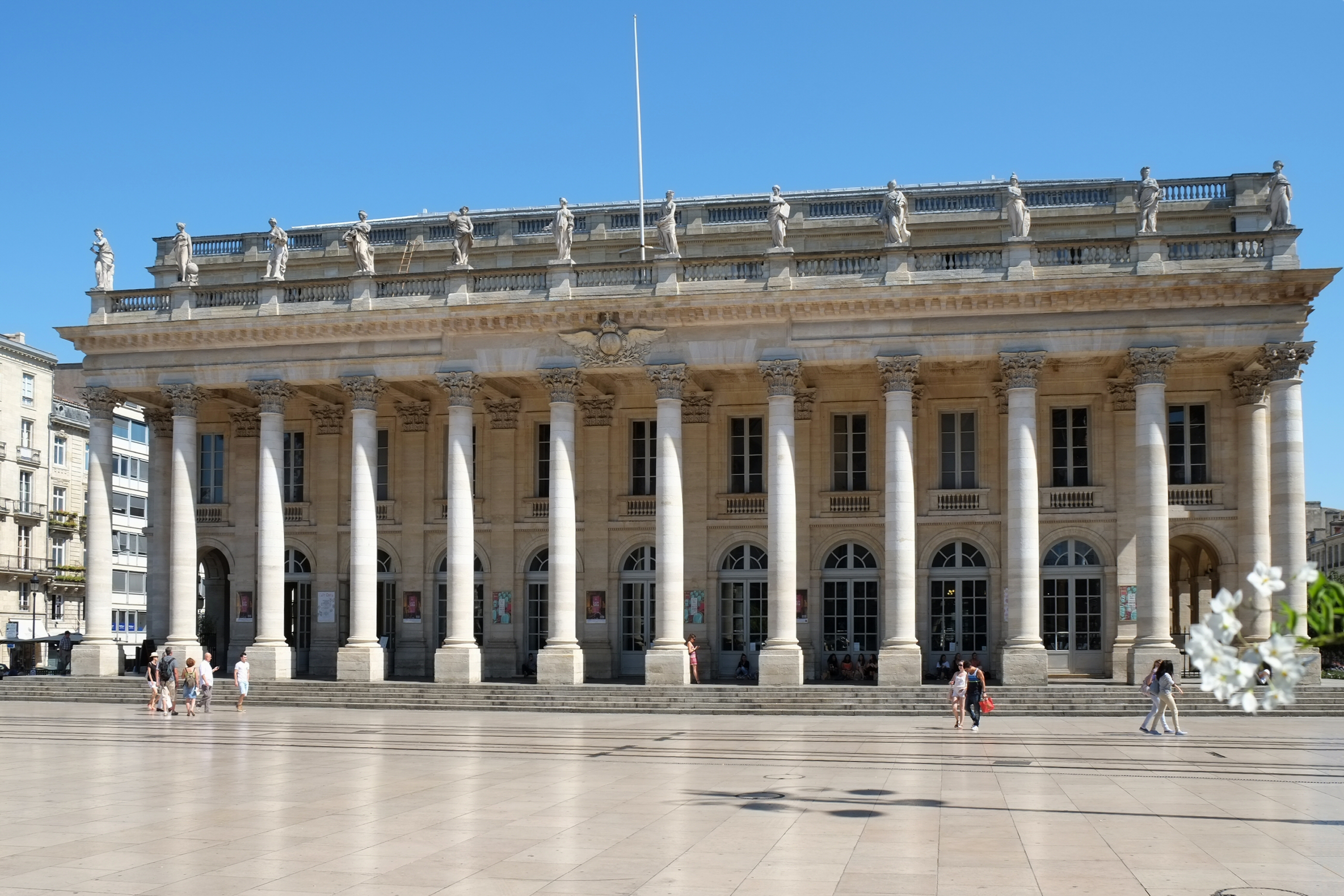
Gran Teatro de Burdeos (1773-1780), de Victor Louis
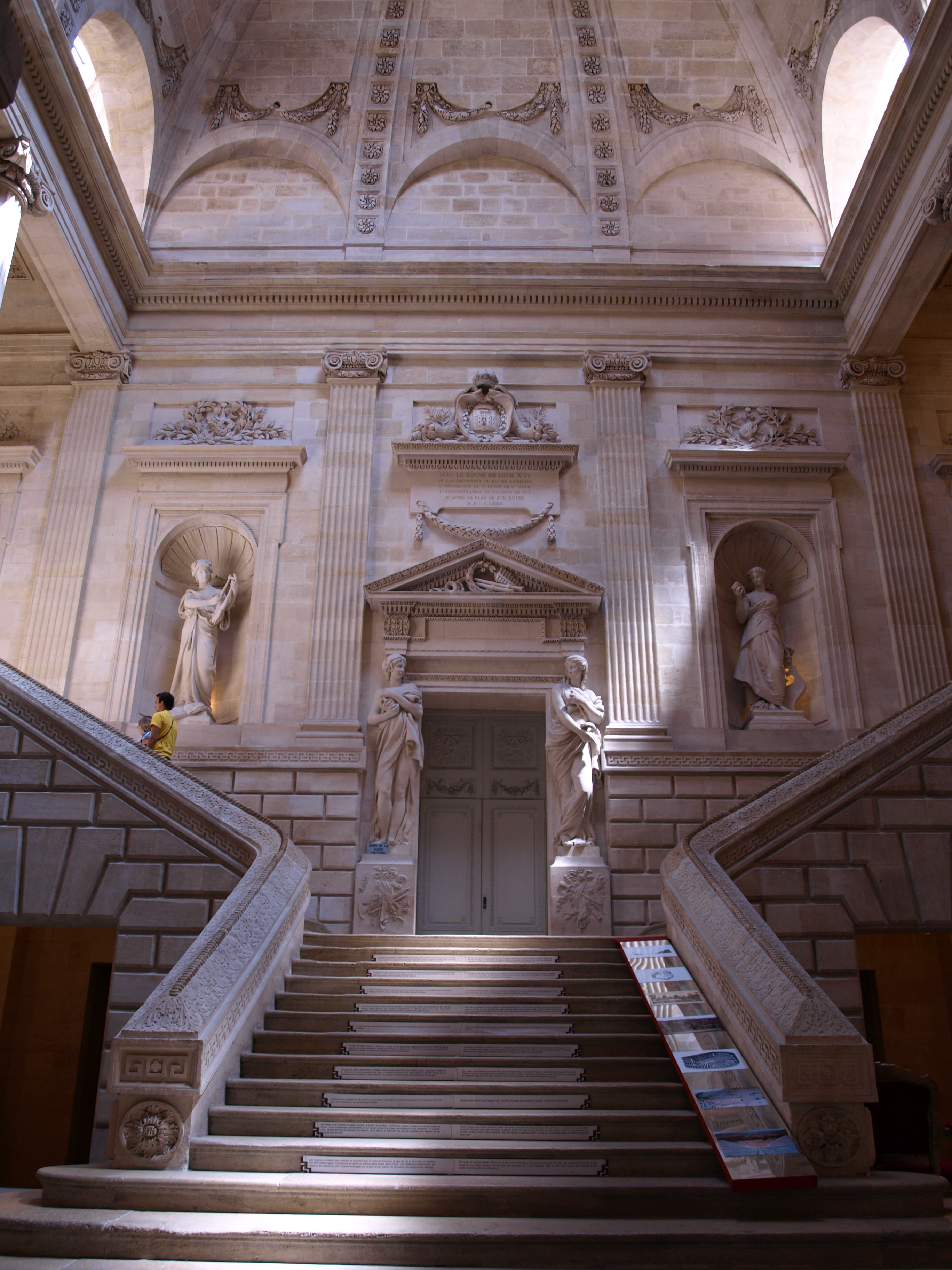
Escalera del Gran Teatro de Burdeos

### Reinado de Luis XVI
Durante el reinado de Luis XVI (r. 1774-1792), el estilo arquitectónico dominante ya fue claramente el neoclásico, tanto en París como en provincias. Ejemplos notables incluyen la Casa de la Moneda en París (1771-1776), de Jacques Denis Antoine, así como el Palais de Justice por el mismo arquitecto; y el château de Bénouville (1768-1770), en Calvados, y el teatro de Besançon (1778-1784) ambos de Ledoux.
Si Peyre, De Wailly, Louis y, como se verá más adelante, Jean Chalgrin, fueron algunos de los principales exponentes del estilo clásico de finales del siglo XVIII, son de igual importancia artistas como Jacques Gondouin (1737-1818), Étienne-Louis Boullée (1728-1799) y Claude-Nicolas Ledoux (1736-1806). Gondouin es recordado por la Escuela de cirugía de París, construida en entre 1769-1775. Representa una obra paradigmática para la época, tanto es así que Quatremère de Quincy dirá de ella: «Esta es la obra clásica de finales del siglo XVIII». El arquitecto adaptó las formas de la casa urbana neoclásica, con un patio de honor situado entre un pabellón con una columnata en la calle y el edificio principal. También añadió un peristilo y otro piso por encima de las columnas, y transformó la entrada al patio en un arco triunfal en miniatura. Su aula semicircular, destinada a acomodar el anfiteatro de anatomía, presenta gradas, paredes curvas y una semicúpula de casetones inspirada en el Panteón de Roma. El éxito de esta obra, que influirá incluso al estadounidense Benjamin Latrobe,: Voz: Gondouin, Jacques  proporcionará al autor muchos otros encargos hasta el estallido de la Revolución y su trabajo servirá como modelo para varias salas de reunión por todo el mundo.
Uno de los edificios neoclásicos más conocidos de la época es el château de Bagatelle (1777) diseñado y construido por François-Joseph Bélanger para el conde de Artois, hermano de Luis XVI. El pequeño castillo fue diseñado y completado en tan solo sesenta y tres días, para ganar una apuesta con María Antonieta de que podría construir un castillo en menos de tres meses. María Antonieta tenía un pequeño mirador neoclásico similar, el Belvedere del Petit Trianon, creado por el arquitecto Richard Mique, que también había diseñado su pintoresco pueblo rústico en los jardines, la Aldea de la Reina. Se completó en 1789, el año de la Revolución Francesa.

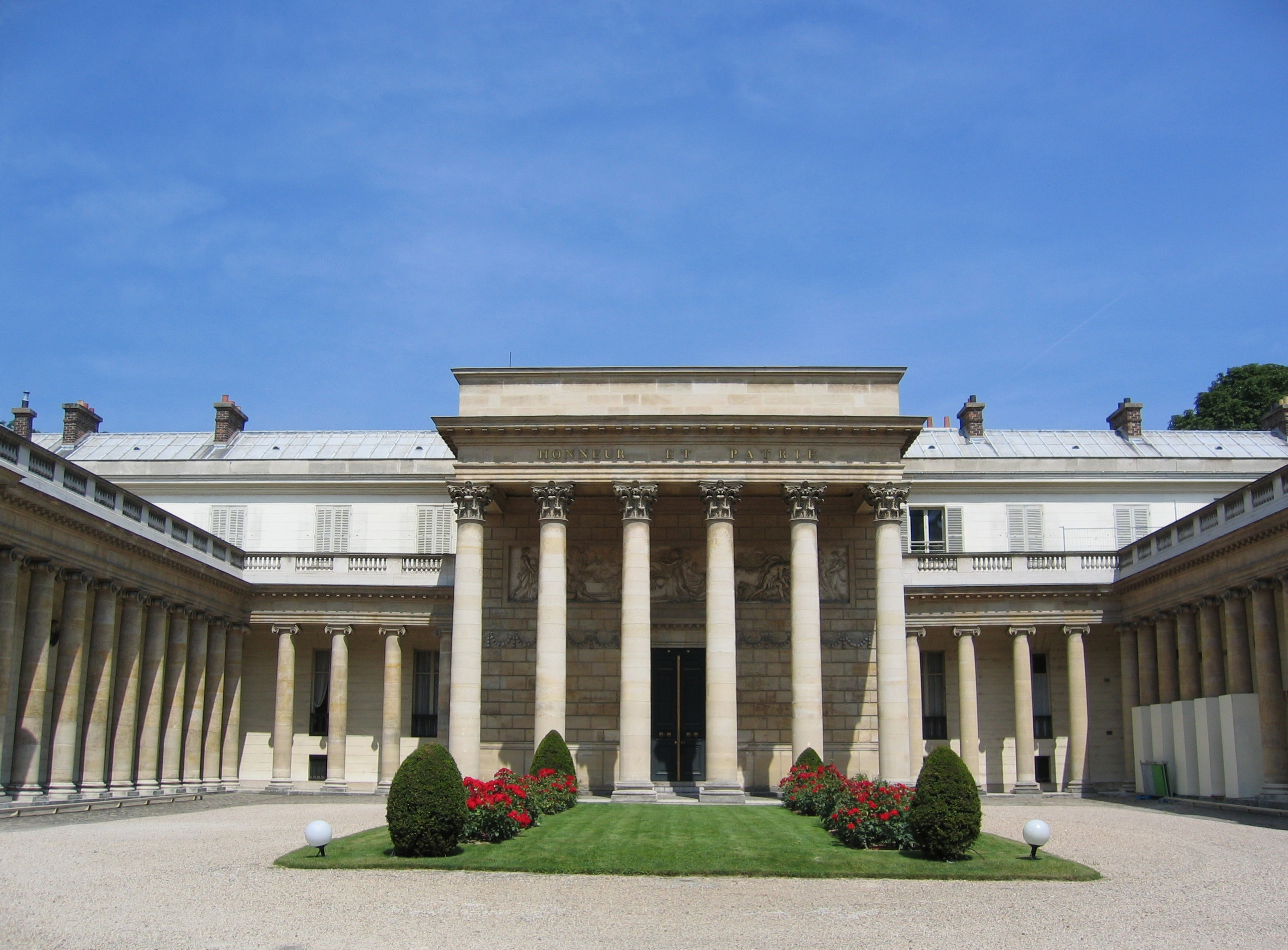
La fachada principal del Hôtel de Salm

Otro ejemplo notable del estilo neoclásico en París es el Hôtel de Salm (1782-1787) (ahora Palacio de la Legión de Honor), construido por Pierre Rousseau. Con una de las mejores fachadas neoclásicas principales, por sus proporciones, la fachada al río, con una rotonda, se distingue también por su simplicidad y pureza, y su armonía y equilibrio. Una columnata de columnas corintias sostiene el entablamento de la rotonda, que está coronada por estatuas. La fachada también está animada por bustos de emperadores romanos en nichos, y esculturas en relieve sobre las ventanas del avant-corps central semicircular. Se cree que fue inspiración de la Casa Blanca, ya que Thomas Jefferson, lo conocía y admiraba su fachada del lado perístilo de su época de embajador en París. 

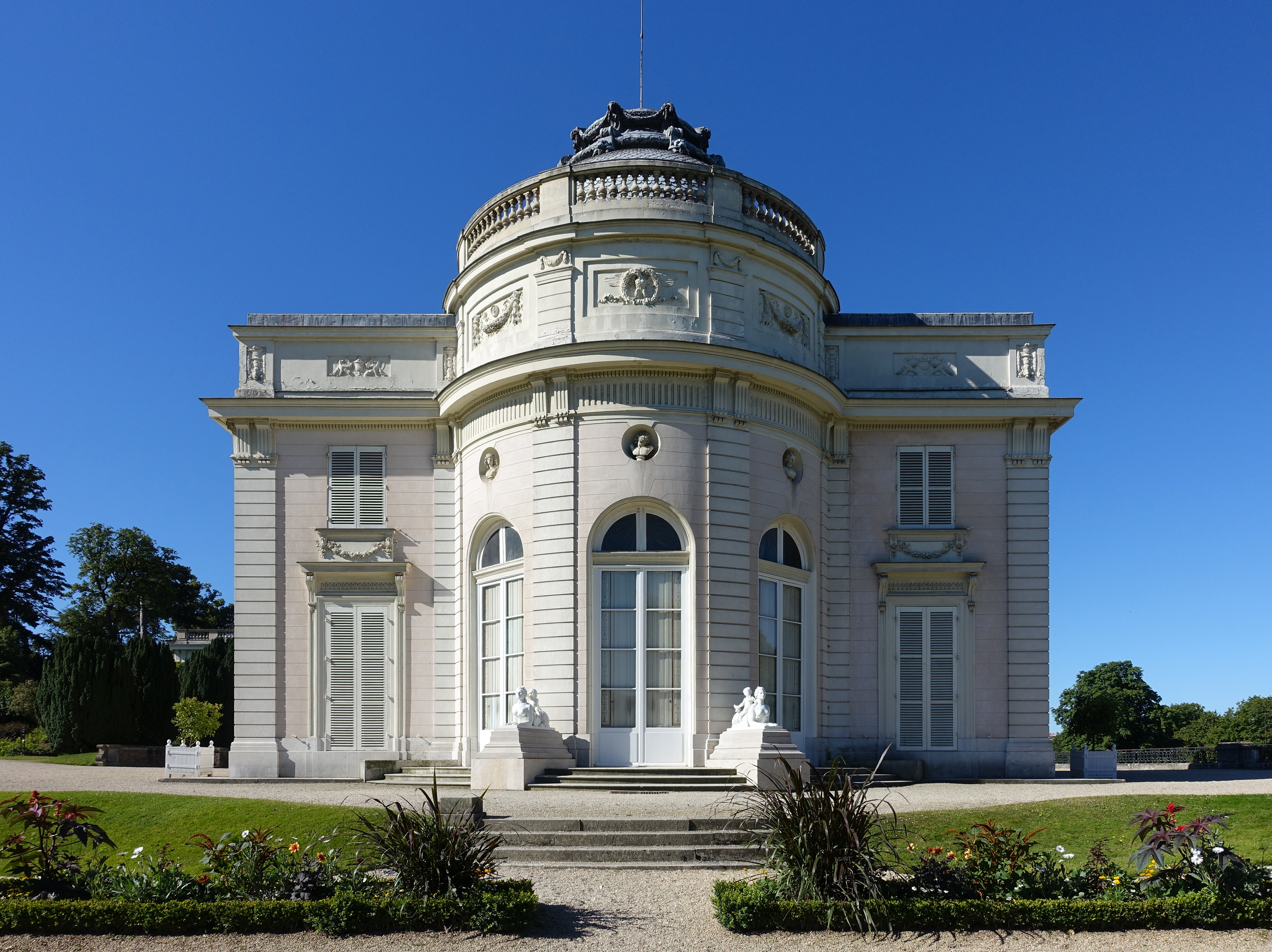
Château de Bagatelle (1777), de François-Joseph Bélanger
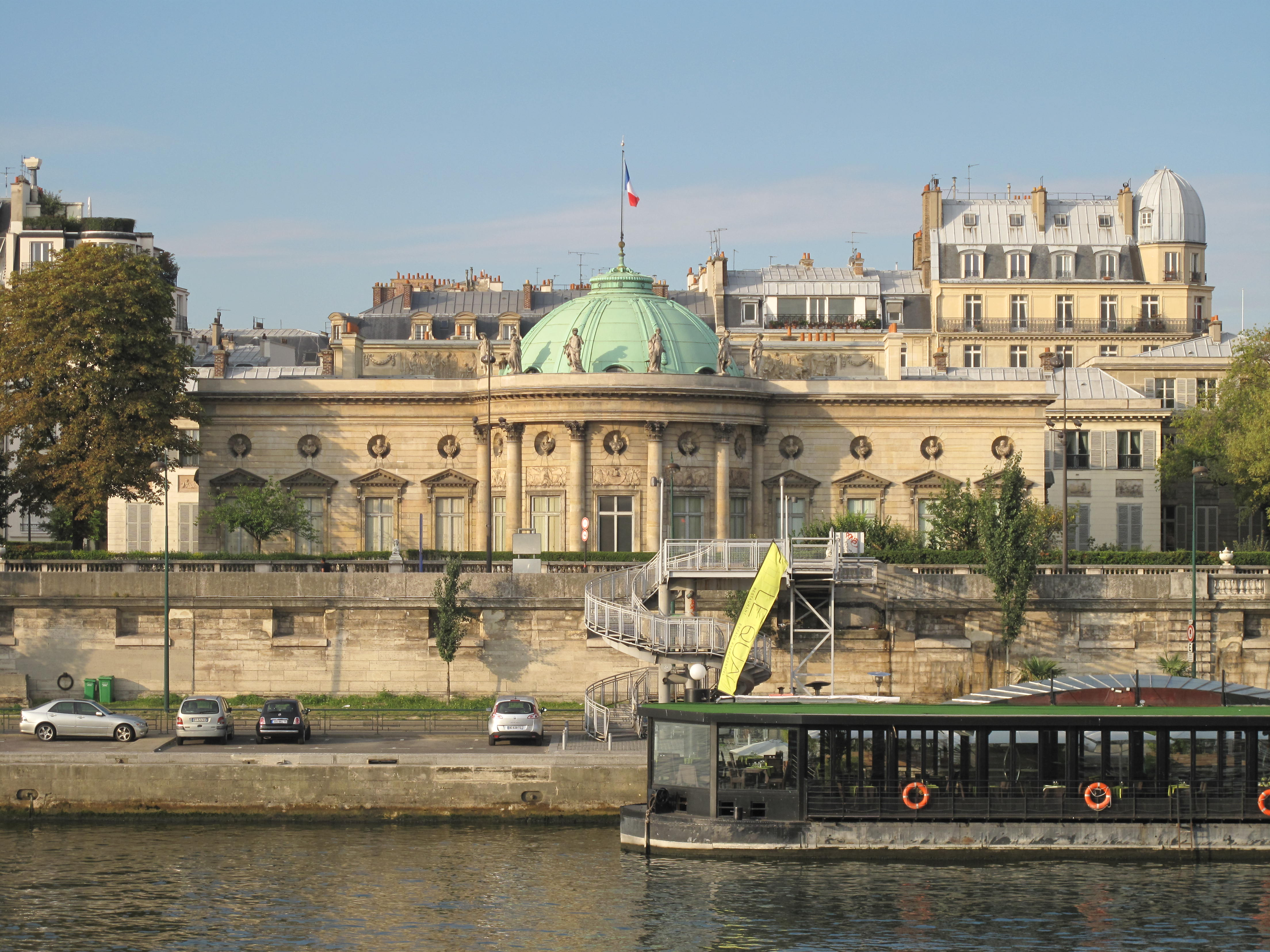
Hotel de Salm (1782-1787), Paris, de Pierre Rousseau
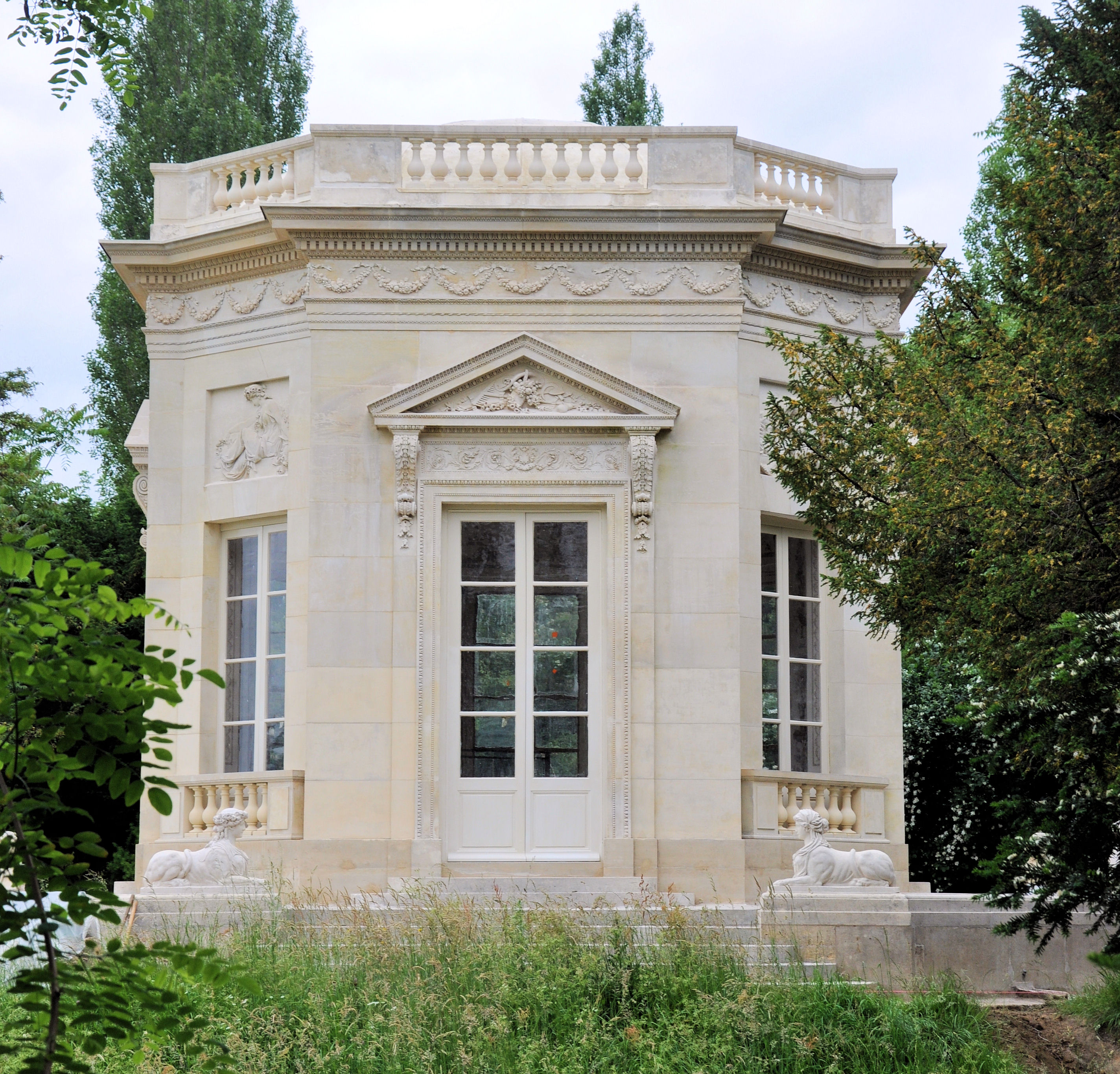
El Belvedere del Petit Trianon (1789) en Versalles, de Richard Mique

### Arquitectura visionaria

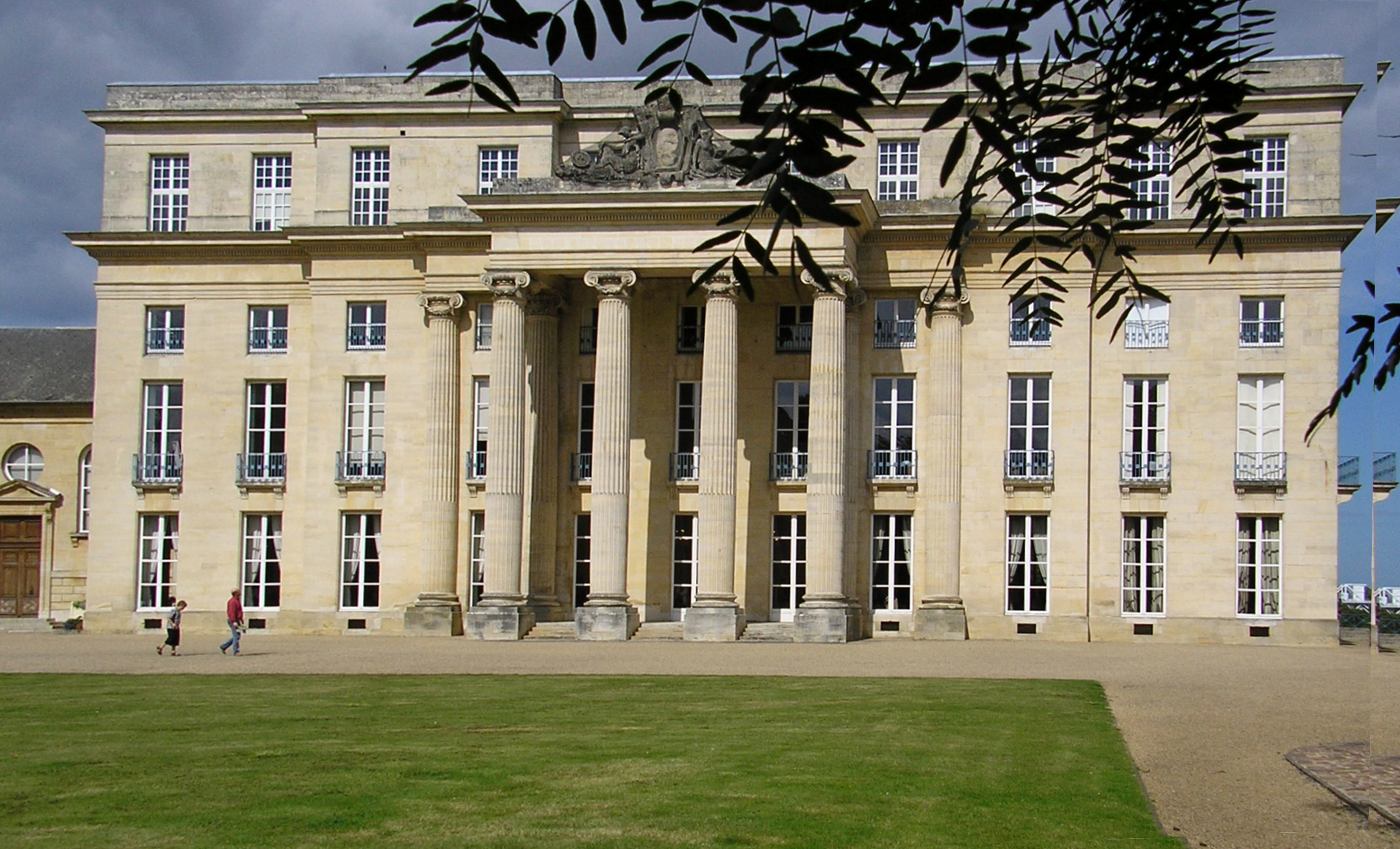
Château de Bénouville (1768-1770), de Claude-Nicolas Ledoux

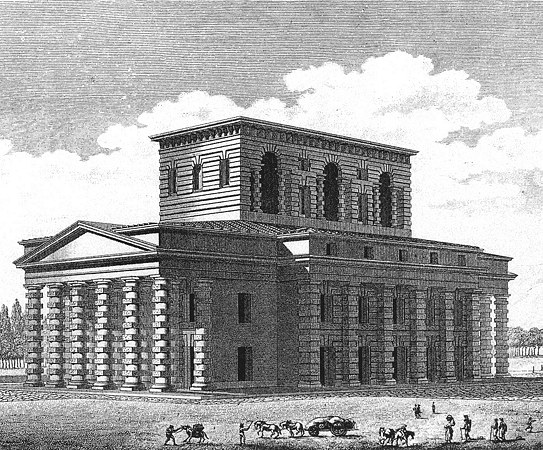
Proyecto para la casa del director de la Salinas Reales de Arc-et-Senans, de Ledoux

Esta preferencia por la volumetría pura va a encontrar en Boullée y Ledoux a sus principales exponentes; y aunque muchos de sus proyectos se quedaron en el papel o, en el caso de Ledoux, fueron destruidos, ambos aspiraban a crear una arquitectura «parlante», es decir simbólica, al punto de comunicar su propia función a través del uso racional de las formas. Boullée construyó muy poco, pero que ejerció una gran influencia. Su proyecto más famoso, que encaja en la llamada «arquitectura de la Revolución», fue el cenotafio de Newton (1784), una inmensa esfera que se suponía iba a albergar los restos del gran científico: todo tiene dimensiones colosales y se trata con una expresivad elemental abstracta.: Voz: Boullée, Étienne-Louis  También concibió una gran biblioteca real nueva en París en forma de una bóveda de cañón gigantesca (1785); ambos proyectos nunca fueron considerados seriamente para ser construidos, aunque si presagiaron la arquitectura del siglo XX.
En la época napoleónica los conceptos expresados por Boullée encontraron un fiel seguidor en Jean-Nicolas-Louis Durand (1760-1834), profesor en la École polytechnique y el precursor de las teorías sobre el funcionalismo, con la estrecha relación que debía existir entre el edificio y la función.: Voz: Durand, Jean-Nicolas-Louis 
Los estudios teóricos de Boullée sentaron sin embargo las bases para la afirmación de Ledoux, cuya obra, también influenciada por Piranesi, se caracteriza asimismo por una extrema simplicidad geométrica. Edificó numerosos hôtel y en 1775 comenzó las Salinas Reales de Arc-et-Senans, pensándolas como una especie de ciudad ideal con connotaciones utópicas. El complejo, realizado solo en parte, se mueve a través de un lenguaje altamente simbólico, típico de la arquitectura de Ledoux; las ediciaciones neoclásicos se disponen en círculos alrededor de un "templo" central, donde se ubicaba el hogar y la oficina del director, y por ejemplo, una de sus más originales soluciones, la de casa de los guardeses del río, la imaginó como un cilindro hueco colocado alrededor del río.
En los años prerrevolucionarios, Ledoux fue responsable del diseño de los peajes de París, ofreciendo un amplio repertorio de soluciones en el diseño de las barreras aduaneras instaladas en la ciudad entre 1785-1789 que se volvieron altamente impopulares (debido a los impuestos, no a la arquitectura). La mayoría fueron destruidas durante la Revolución, aunque algunas se han conservado, como la de Monceau y la de La Villette, formada por una cruz griega coronada por un cilindro.: 185 

Arquitectura visionaria
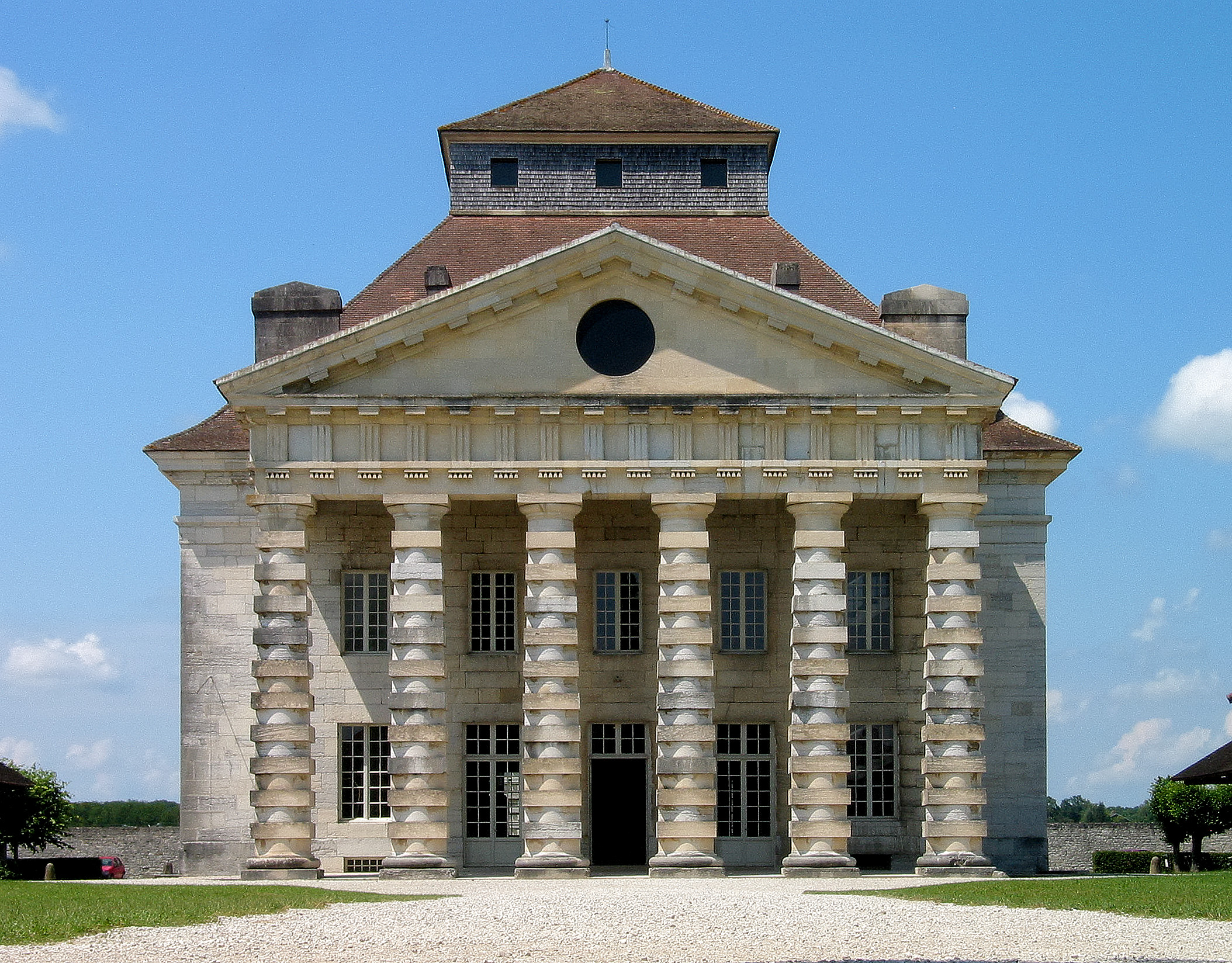
Casa del Director en las Salinas Reales de Arc-et-Senans (1775-1779), de Ledoux
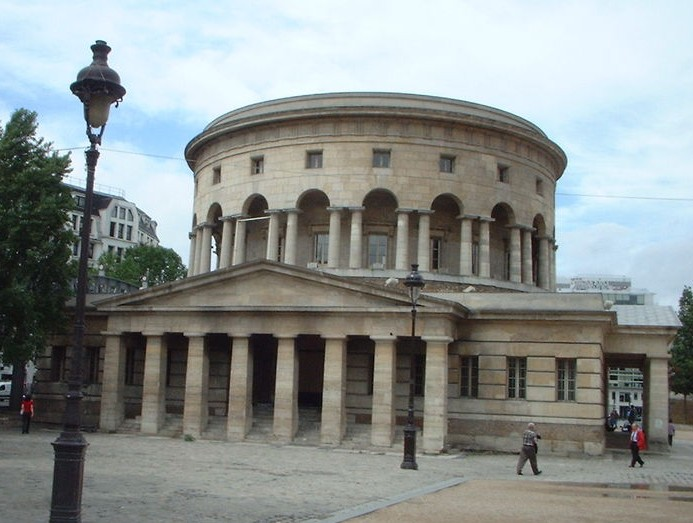
Rotonde de la Villette (1785-1789), de Ledoux
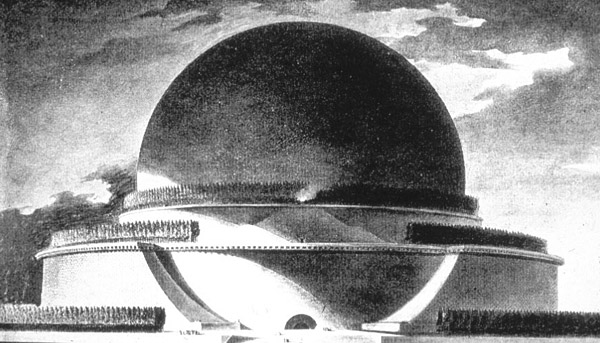
Proyecto de cenotafio para Newton (1784), de Boullée
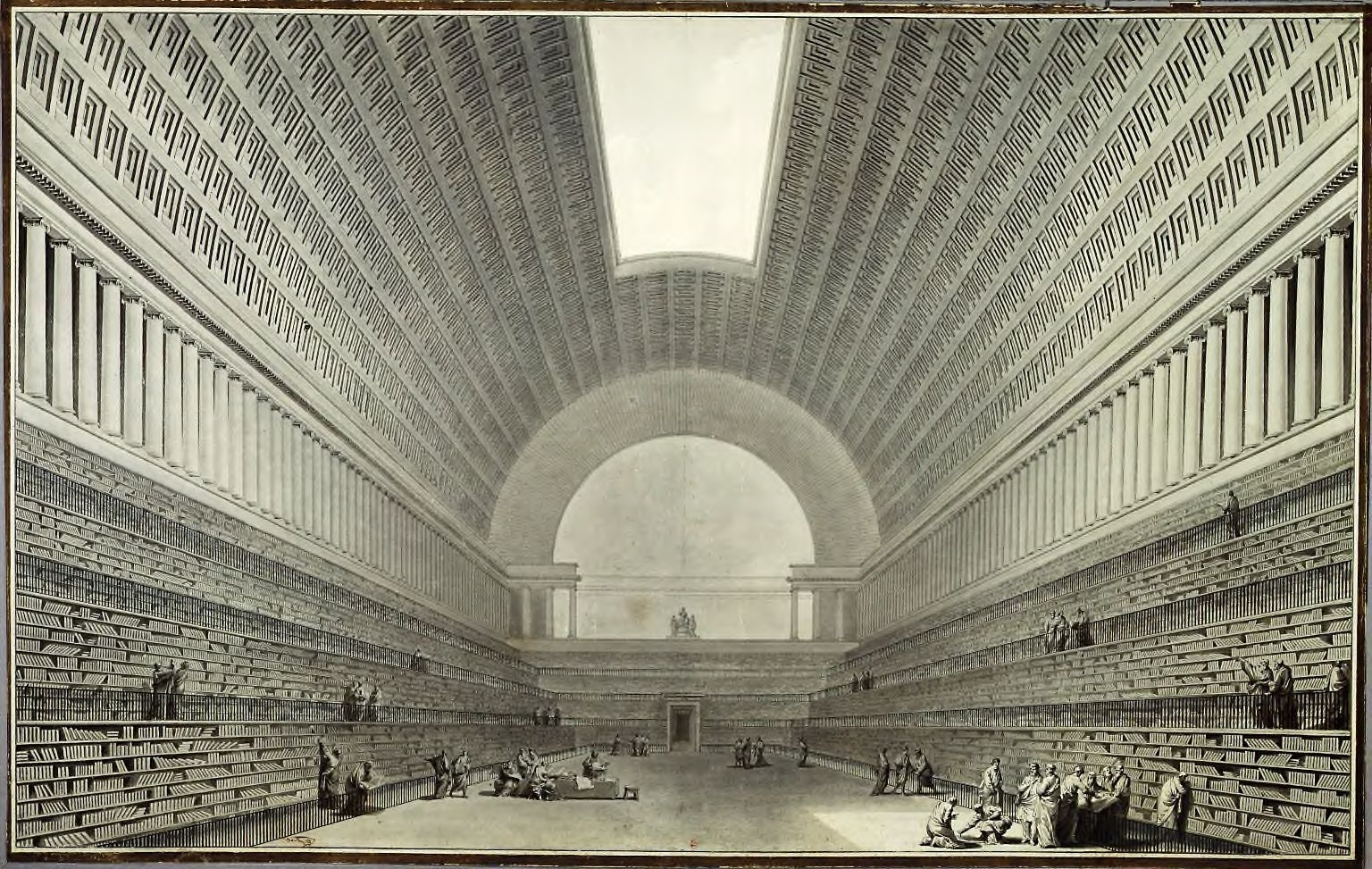
Proyecto de gran biblioteca real (1785), de Boullée

### Revolución y Primera República
Durante la Revolución francesa, la construcción prácticamente se detuvo en París. Los aristócratas huyeron, las iglesias fueron cerradas y saqueadas. El gran proyecto llevado a cabo entre 1795 y 1797 fue la construcción de una gran cámara nueva dentro del Palais Bourbon, que finalmente se convirtió en la sede de la Asamblea Nacional francesa. La Academia real de arquitectura fue suprimida partir de la proposición del abate Gregoire y de Jacques-Louis David, que propusieron que la institución fue reconstituida en el Instituto de Francia creado en 1795, constituyendo la arquitectura una de las secciones de la clase de Literatura y de las Bellas Artes. Se reorganizó después en su forma actual en 1816, en la Academia de Bellas Artes del Instituto de Francia. 

### Consulado y Primer Imperio (1804-1814)
Después de que Napoleón Bonaparte llegara al poder en 1799, los arquitectos más influyentes fueron Charles Percier (1764-1838 y Pierre-François-Léonard Fontaine (1762-1853). Sus grandes proyectos para el pronto futuro emperador serán la rue de Rivoli, con sus fachadas neoclásicas uniformes, modeladas sobre las plazas construidas por Luis XIV y Luis XV. También diseñaron el interior del Château de Malmaison, la propia residencia de Napoleón, siguiendo el modelo del estilo neoclásico (1803). Fontaine diseñó más adelante otro punto de referencia napoleónico, el arco de Triunfo del Carrusel (1806-1808), en el patio del Louvre, y, en la Restauración, la capilla expiatoria de Luis XVI (1815-1826). Otro proyecto napoleónico temprano fue la gran escalinata del Palacio de Luxemburgo (1801) de Jean Chalgrin.
Entre la arquitectura neoclásica del siglo XIX, ya en época napoleónica, un lugar prominente pertenece a la iglesia de la Madeleine, construida a principios del siglo XIX en un París fulcro del nuevo Imperio napoleónico (se habla de estilo Imperio).: 454  Inicialmente diseñada para ser una iglesia de planta basilical, en 1806 Napoleón quiso hacer de ella un templo de la Gloria, cambiando radicalmente el proyecto original y convirtiéndolo en algo similar a un colosal templo romano. Si en el exterior esa relación es evidente, en el interior el arquitecto elegido, Pierre-Alexandre Vignon (1763-1828), un estudiante de Ledoux, se limitó simplemente a articular el espacio mediante una serie de bóvedas, inspirándose vagamente en la modularidad de la [arquitectura termal romana. El proyecto fue abandonado en 1813 después de una serie de derrotas de los ejércitos napoleónicos y se convirtió en una iglesia otra vez, aunque no se completó hasta 1843. Napoleón también añadió una fachada neoclásica con doce columnas corintias a la fachada del Palais Bourbon. Estaba en un estilo completamente diferente que el palacio detrás de él, y no estaba alineado con él; en su lugar, estaba alineado con el nuevo Templo de la Gloria (ahora la Magdalena) que estaba construyendo, frente a él, en el extremo más alejado de la plaza de la Concordia.
El mismo ascenso de Napoleón coincidió con la construcción de otras imponentes obras públicas destinadas a cambiar la cara de París. En 1806 se comenzó el Arco del Triunfo, un severo diseño astilar —sin columnas— de Jean Chalgrin (y que no será terminado hasta 1836); en los mismos años François-Joseph Bélanger cubrió el patio de la Halle aux Bles con una cúpula de hierro fundido; Alexandre-Théodore Brongniart diseñó la sede de la Bolsa de París y, entre 1806 y 1810, se erigió la columna Vendôme.
Además, hay que destacar las principales obras urbanísticas de matriz neoclásica en el París de principios del siglo XIX. Se trata de la sistematización de la rue de Rivoli, iniciada en 1801 de la mano de Charles Percier y Pierre-François-Léonard Fontaine. Los dos proyectistas construyeron una larguísima calle recta uniformizada por las perspectivas continuas de los edificios porticados; el trabajo se acabará solo bajo Napoleón III y el Segundo Imperio francés, modificando sin embargo, el diseño original con la adición de grandes cubiertas amansardadas.: 521 

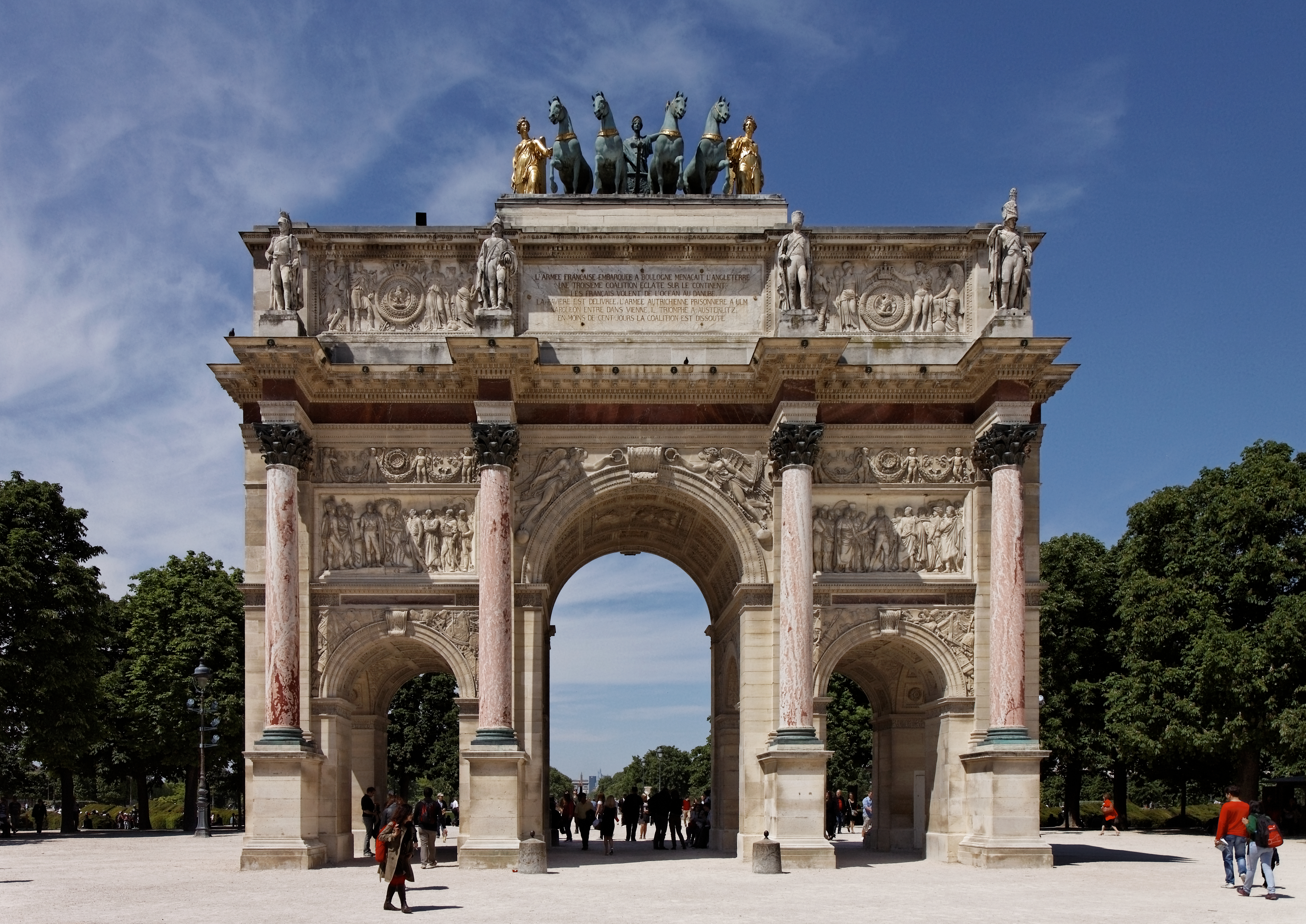
Arco de Triunfo del Carrusel (1806-1808), de Charles Percier y Pierre-François-Léonard Fontaine
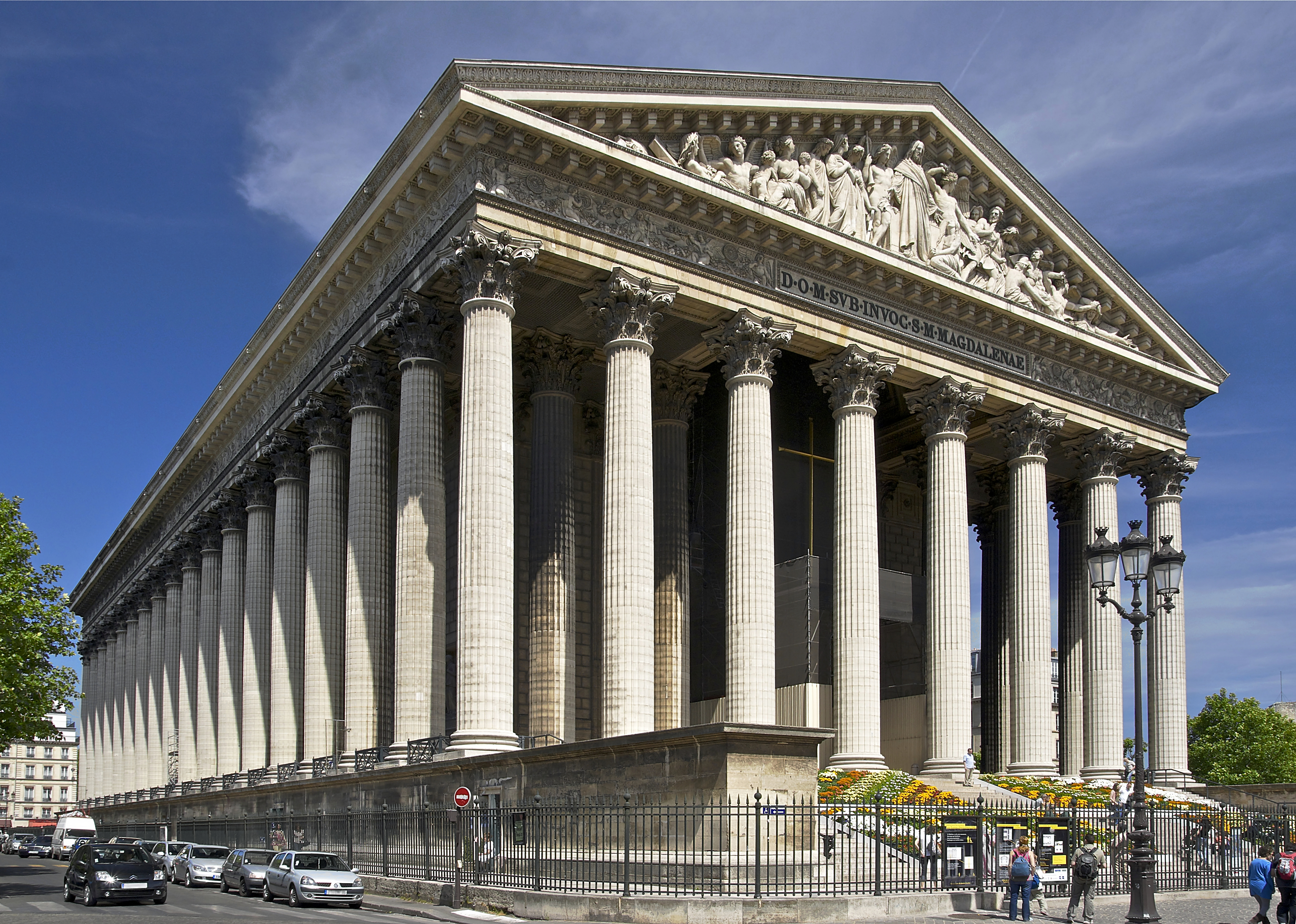
Iglesia de la Madeleine (1807-1843), fachada de Pierre-Alexandre Vignon
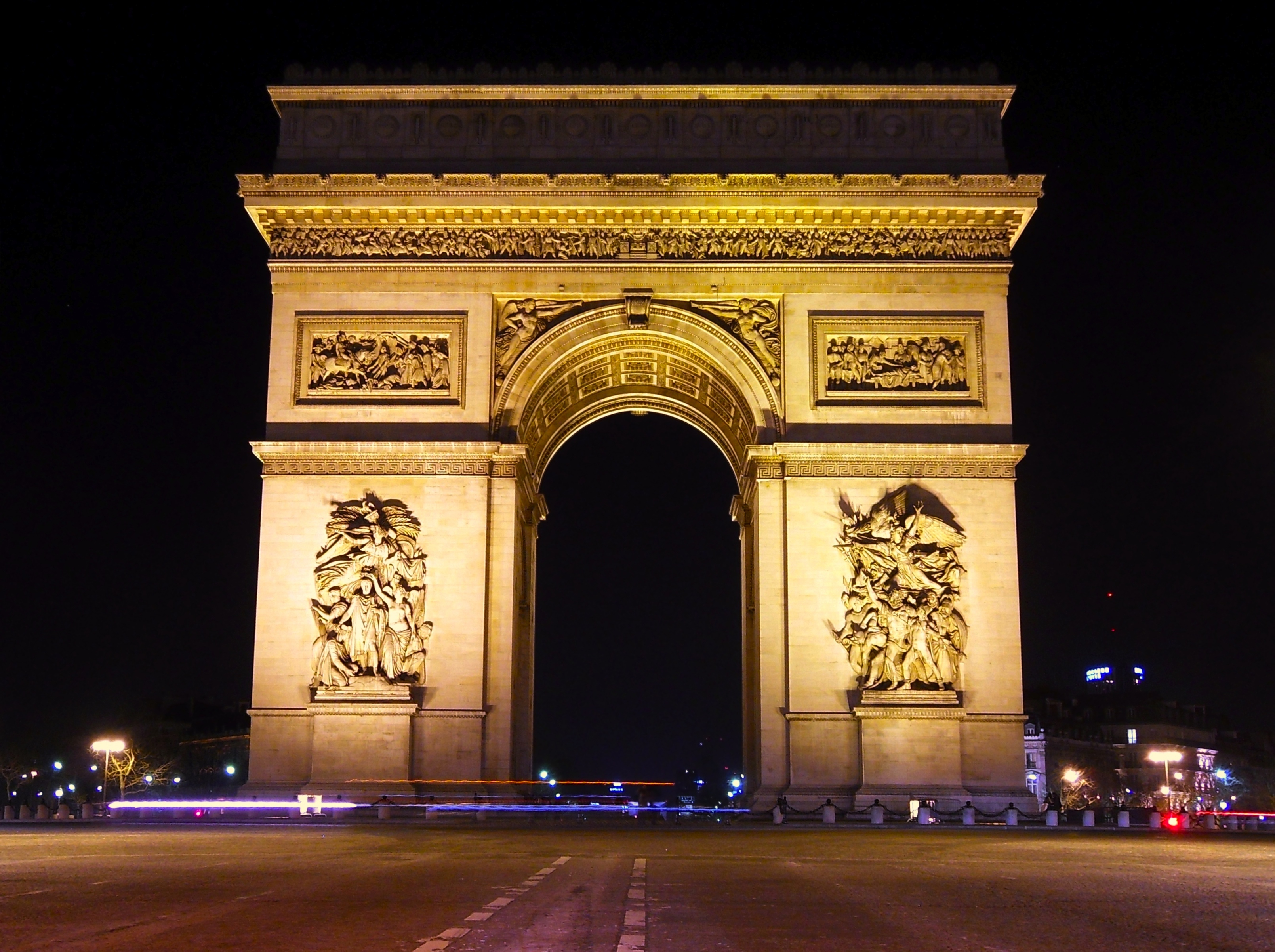
Arco de Triunfo de París (1808-1838), de Jean Chalgrin
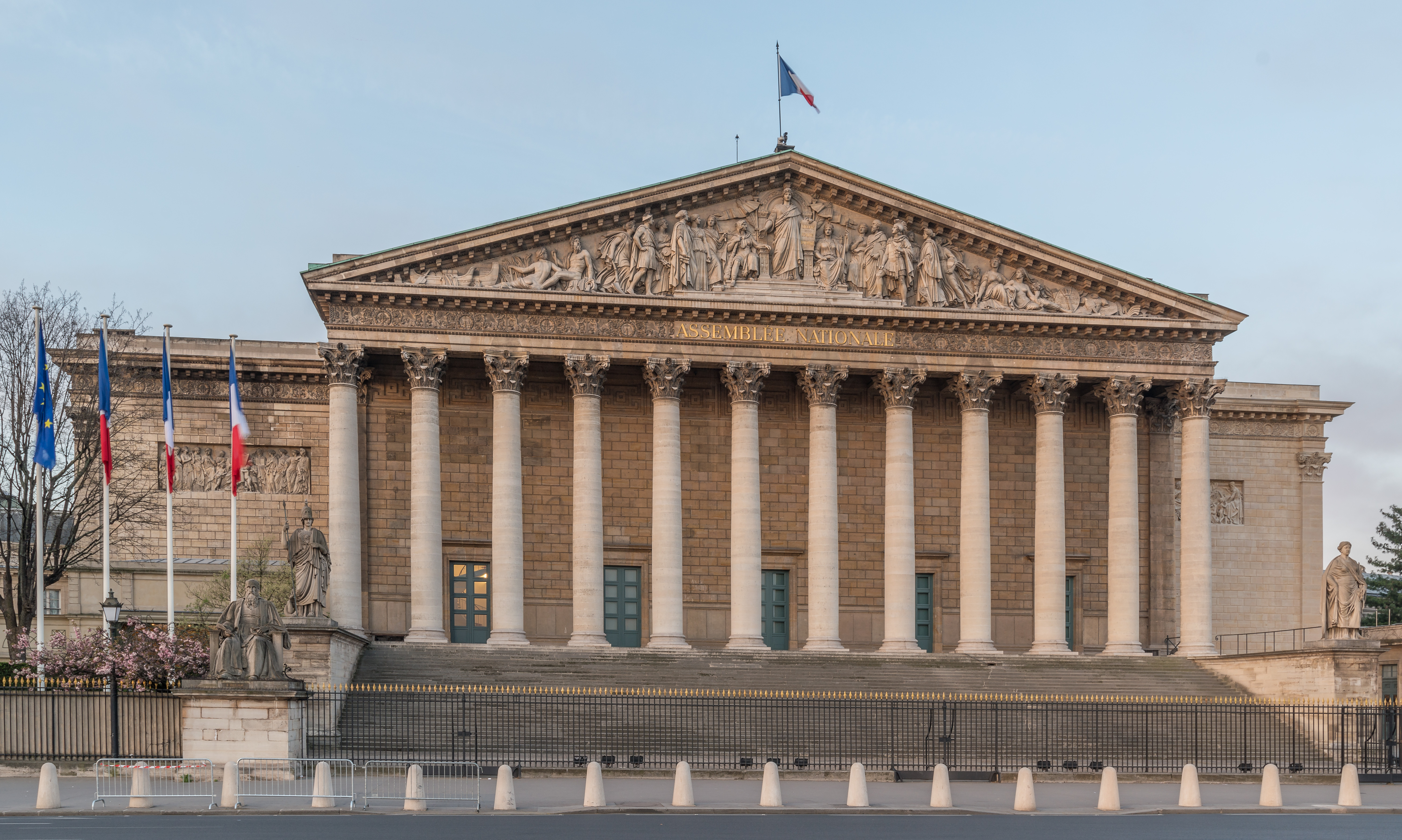
Fachada del Palais Bourbon, añadida por Napoleón en 1808

### Restauración borbónica

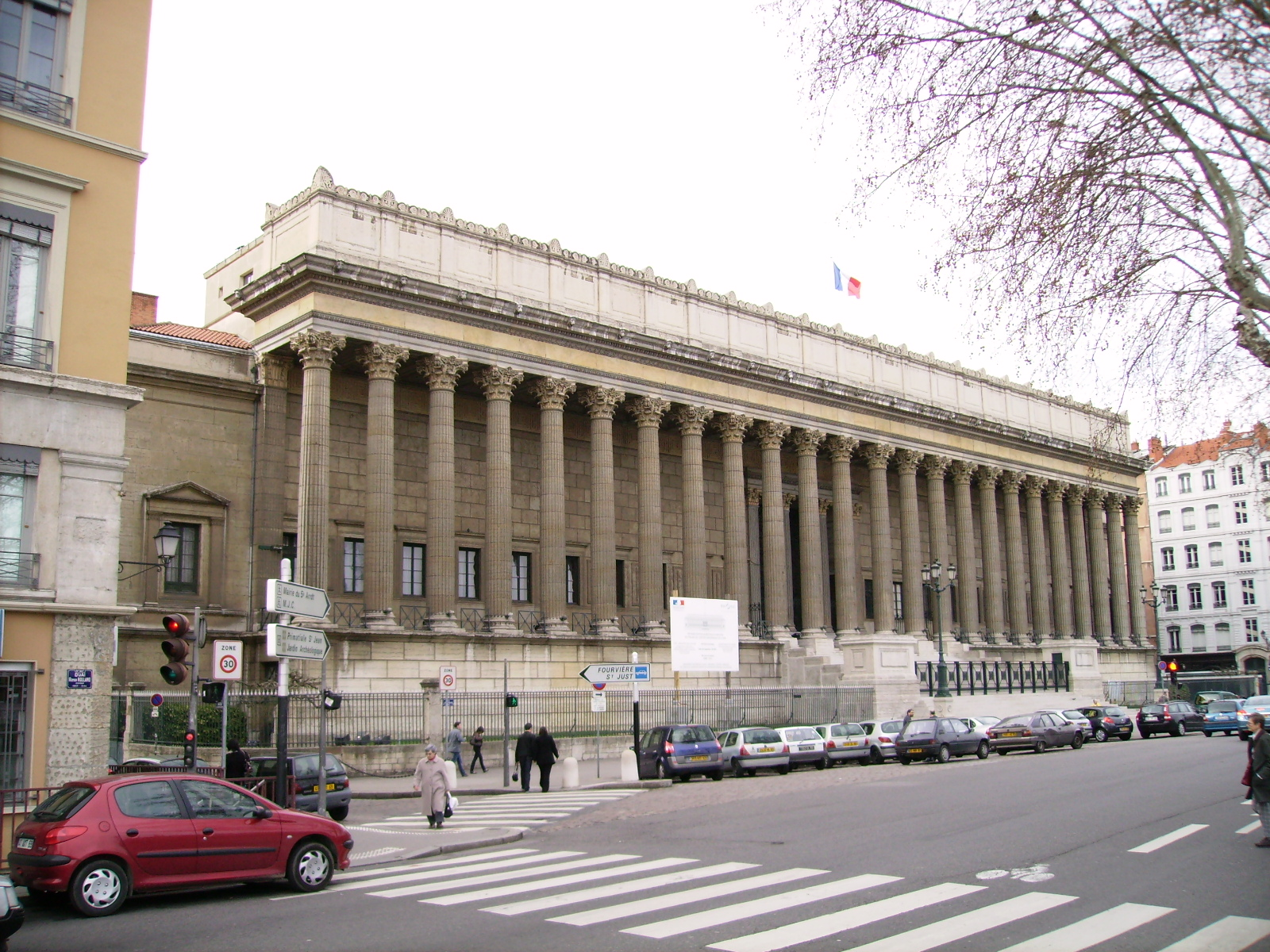
Palacio de Justicia de Lyon (1835-1847), de Louis-Pierre Baltard

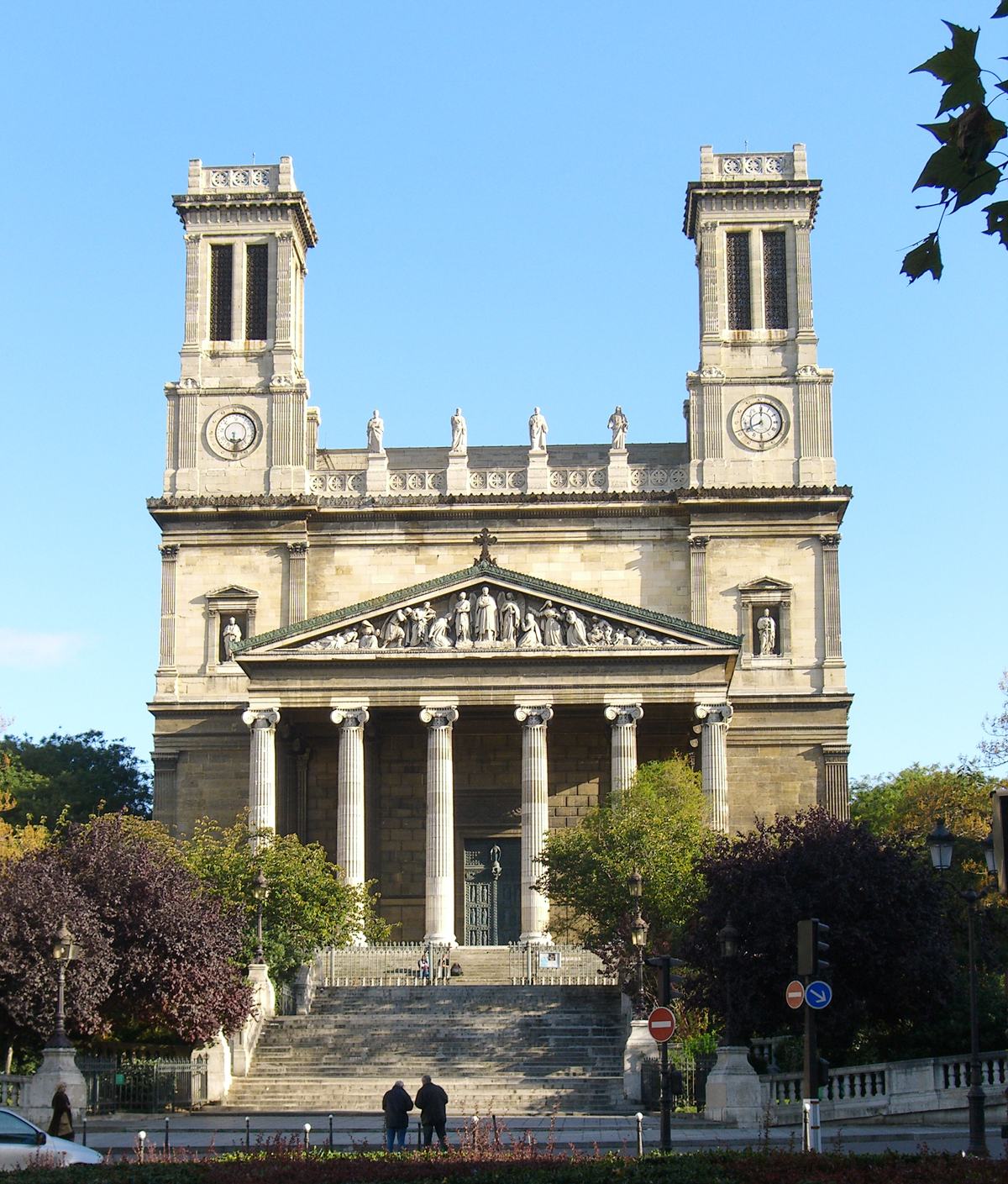
Iglesia de San Vicente de Paúl (1824-1844), París, de Jakob Ignaz Hittorff

Después de la abdicación final de Napoleón en 1815 y del fin del imperio, con la restauración borbónica, los arquitectos franceses se encontraron sin una guía confiable. Las nuevas tendencias surgieron de la Académie des beaux-arts y del Conseil Génèral des Bàtiments Civils [Consejo General de los Edificios Civiles].: 211  Figura dominante de esta fase fue Antoine Chrysostome Quatremère de Quincy (1755-1849), secretario de la Academia durante más de veinte años y partidario convencido del arte clásico. De Quincy era un arqueólogo aficionado y un erudito clásico, además de arquitecto. Había sido condenado a muerte por un tribunal revolucionario en 1796, pero fue salvado por la caída de Robespierre. Desde ese puesto, los límites de su gusto, debidos a la excesiva rigidez de sus ideales doctrinarios, emergieron en muchos edificios construidos en Francia en el momento, como en el Palacio de Justicia de Lyon, iniciado en 1835 por Louis-Pierre Baltard y caracterizado por una severa fachada con veinticuatro columnas corintias.: 211  Fue encargado de la conversión de la iglesia de la Magdalena en el moderno Panteón, y se aseguró de que los estudios de arquitectura enseñasen las tradiciones clásicas. 
Algunas innovaciones se debieron a Jakob Ignaz Hittorff, sustentador de la teoría según la cual la arquitectura griega debió haber sido rica en color. Sus obras principales, todas en París, son la iglesia de San Vicente de Paúl, la ordenación de la plaza de la Concordia y la Gare de Paris Nord (Estación de París Norte, 1859). En la iglesia de San Vicente, de cuya construcción se hizo cargo en 1830, demostró cómo la arquitectura clásica se podría variar sin desviarse de los modelos antiguos: en el exterior, un pórtico jónico y un frontón quedan flanqueados por dos torres cuadradas; mientras que el interior, dividido en naves de dos órdenes de columnas, está policromado y ricamente decorado, de una forma más afín a la arquitectura paleocristiana que a la clásica:: 218  las columnas son de color albaricoque, el registro superior está decorado con frescos y las armaduras de cubierta son de color rojo y azul y dorados, a imitación de las presentes en la siciliana catedral de Monreale. Unos años más tarde se hizo cargo de la reorganización de la plaza de la Concordia, donde añadió estatuas, erigió el obelisco y dispuso la fuente de hierro fundido. En 1859 diseñó la estación del Norte, su mayor logro, cuya fachada presenta sin embargo una mezcla de motivos clásicos en una escala desproporcionada.: 218 
Otro ejemplo de iglesia neoclásica de la época es la iglesia de Nuestra Señora de Loreto (1823-1826) de Louis-Hippolyte Lebas.
Un cambio de estilo comenzó a aparecer a principios del siglo XIX, particularmente después de la publicación en 1802 de La Genie d Christianism por una de las principales figuras del romanticismo francés, François-René de Chateaubriand (1768-1848). Apelaba a un retorno al estilo gótico, que, como estilo de las grandes catedrales, él consideraba que era el único gran estilo francés. El movimiento hacia el romanticismo y el gótico se aceleró con la publicación en 1821 de la exitosísima novela de Victor Hugo Notre-Dame de París , y luego al emprender el programa de restauración de los monumentos góticos franceses liderado por Prosper Mérimée y dirigido por Eugène Viollet-le-Duc (1814-1879). Esto, junto con la Revolución Francesa de 1830 puso fin a la era del neoclasicismo francés.

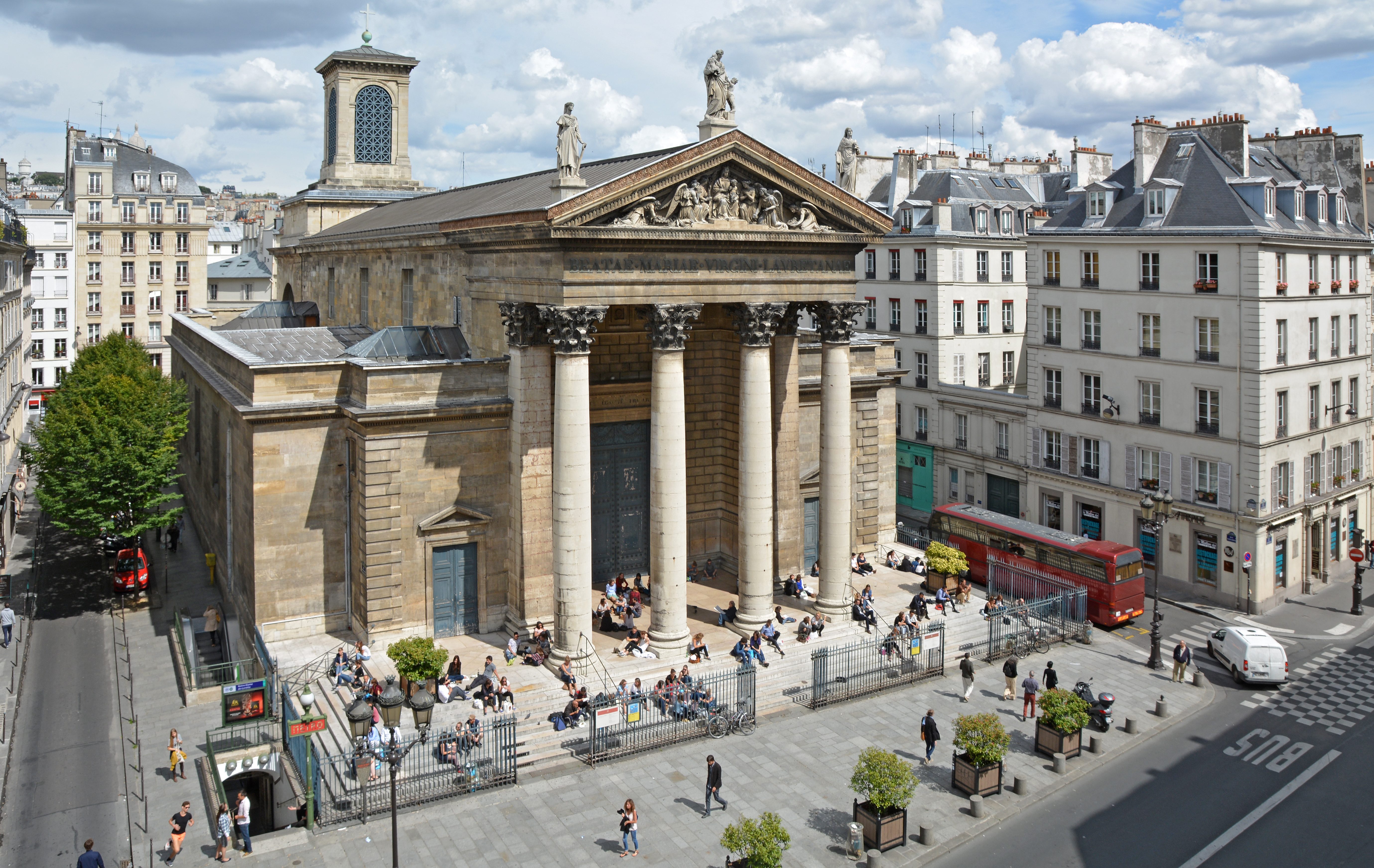
Nuestra Señora de Loreto (1823-1826) de Louis-Hippolyte Lebas
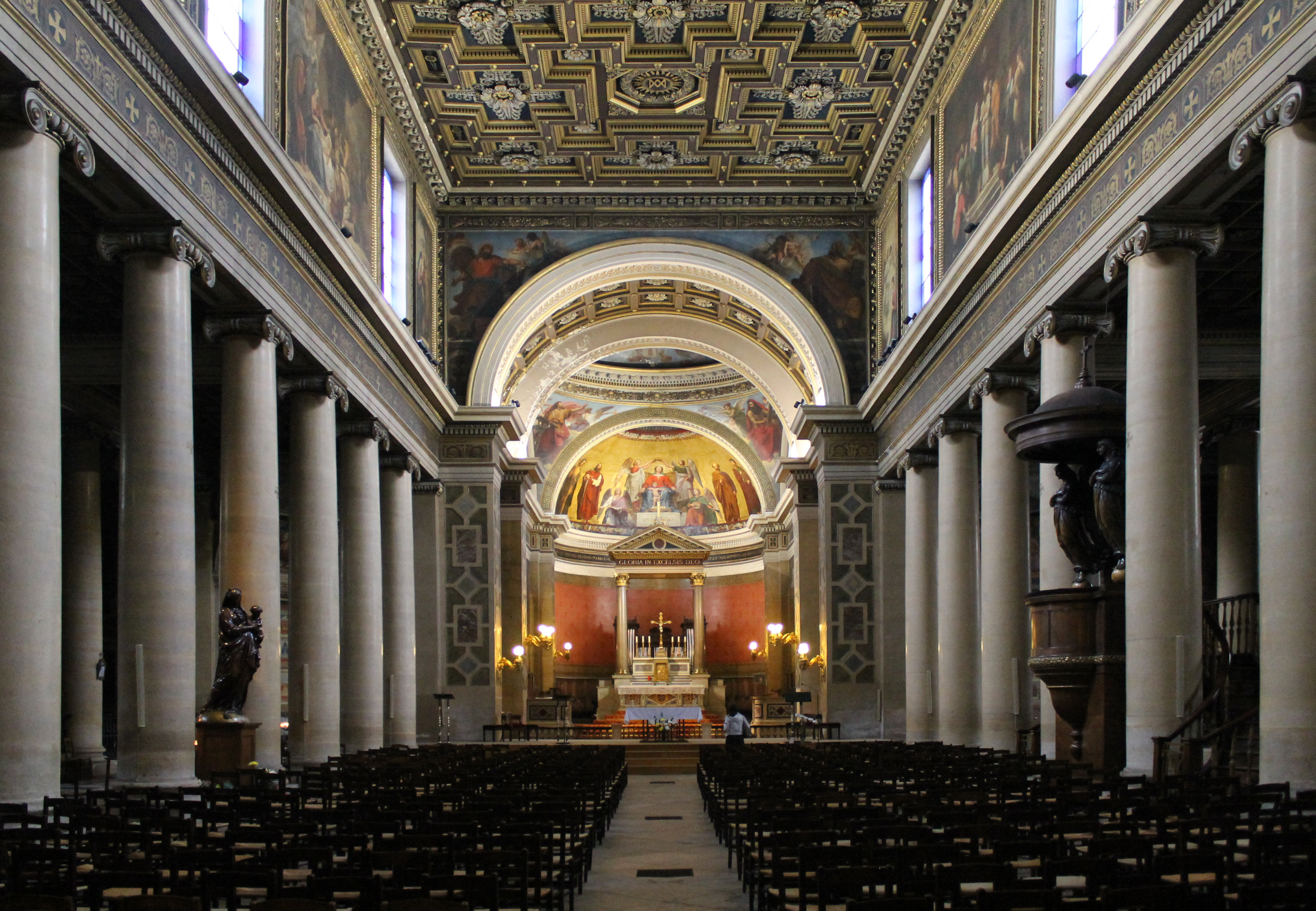
Interior de Nuestra Señora de Loreto